# Siêu tân tinh
Siêu tân tinh (chữ Hán: 超新星) hay sao siêu mới (tiếng Latinh: supernova; viết tắt là SN hay SNe) là một sự kiện thiên văn học biến đổi tức thời xảy ra trong giai đoạn cuối của quá trình tiến hóa sao ở các sao khối lượng lớn, mà một vụ nổ khổng lồ cuối cùng đánh dấu sự hủy diệt của sao. Sự kiện bất thình lình này tạo ra một ngôi sao sáng "mới", trước khi dần phai mờ trong vòng vài tuần đến vài tháng.

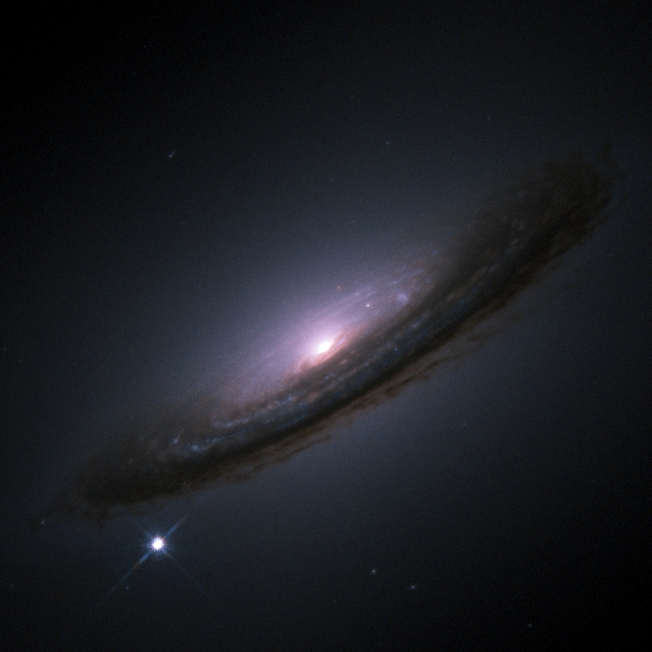
Siêu tân tinh loại Ia SN 1994D (ở phía dưới bên trái) có độ sáng hơn cả thiên hà chứa nó, NGC 4526.

Siêu tân tinh loại Ib Supernova 2008D trong thiên hà NGC 2770, được chiếu bằng tia X (trái) và ánh sáng khả kiến (phải). Hình ảnh NASA

Siêu tân tinh là sự kiện mãnh liệt hơn sự kiện sao mới (nova). Trong tiếng Latinh, nova có nghĩa là "mới", mà trong thiên văn học đề cập đến sự xuất hiện tạm thời của một sao sáng mới. Tiền tố "super-siêu" phân biệt siêu tân tinh từ tân tinh thông thường, có độ sáng nhỏ hơn rất nhiều. Thuật ngữ supernova do Walter Baade và Fritz Zwicky đặt ra từ năm 1931.
Chỉ có ba sự kiện siêu tân tinh xảy ra trong Ngân Hà được quan sát bằng mắt thường trong 1000 năm qua, mặc dù rất nhiều sự kiện ở các thiên hà khác nhau đã được quan sát bằng kính thiên văn. Lần quan sát trực tiếp siêu tân tinh thuộc Ngân Hà gần đây nhất đó là siêu tân tinh Kepler xảy ra năm 1604, tuy có thêm hai tàn tích siêu tân tinh xảy ra gần đây cũng được phát hiện. Dựa trên thống kê số lượng siêu tân tinh quan sát ở các thiên hà khác cho ước tính, trung bình, trong Ngân Hà có khoảng 3 sự kiện xảy ra ở mỗi thế kỷ và gần như sẽ quan sát được siêu tân tinh bằng các kính thiên văn hiện đại nếu chúng xảy ra trong Ngân Hà.
Siêu tân tinh phóng phần lớn vật chất từ ngôi sao phát nổ với vận tốc lên tới 30000 km/s hay bằng 10% tốc độ ánh sáng. Nó gây ra một làn sóng xung kích chuyển động nhanh lan tỏa vào môi trường liên sao xung quanh, đồng thời quét lên một lớp vỏ bao gồm bụi và khí đang mở rộng, hay chính là tàn tích siêu tân tinh như được quan sát. Siêu tân tinh tạo ra, tổng hợp và giải phóng lượng lớn các nguyên tố hóa học hình thành bởi các phản ứng tổng hợp hạt nhân. Nhờ vậy nó đóng vai trò quan trọng cho quá trình làm giàu môi trường liên sao bằng các nguyên tố có nguyên tử khối nặng hơn heli. Ngoài ra, sóng xung kích lan tỏa từ vụ nổ có thể kích hoạt sự hình thành các sao mới. Tàn tích siêu tân tinh được xem là một trong những nơi phát ra đa số các tia vũ trụ bắt nguồn từ Ngân Hà, nhưng chỉ mới tìm thấy một vài dấu hiệu chứng tỏ tia vũ trụ có liên quan trực tiếp đến tàn tích siêu tân tinh. Vụ nổ siêu tân tinh cũng là một nguồn phát sóng hấp dẫn tiềm năng để nghiên cứu trong tương lai.
Các nghiên cứu lý thuyết chỉ ra rằng hầu hết siêu tân tinh được khởi phát từ một trong hai cơ chế cơ bản: việc phản ứng tổng hợp hạt nhân bất thình lình hoạt động trở lại ở một sao thoái hóa hoặc lõi của ngôi sao khối lượng lớn bất ngờ suy sụp hấp dẫn. Ở cơ chế đầu tiên, một sao lùn trắng thoái hóa tích tụ vật chất từ một sao đồng hành, hoặc là thông qua sự bồi tụ vật chất hoặc sáp nhập với sao lùn trắng đồng hành, đến một lúc quá trình này khiến cho nhiệt độ lõi sao tăng lên tới giới hạn kích hoạt phản ứng tổng hợp hạt nhân mất kiểm soát, làm cho phá hủy hoàn toàn ngôi sao. Ở trường hợp thứ hai, dưới tác động của lực hấp dẫn từ chính sao có khối lượng lớn, vật chất sụp đổ về lõi sao, kết hợp với bức xạ neutrino và chuyển động hỗn loạn từ vùng lõi, dẫn đến giải phóng thế năng hấp dẫn cùng sóng xung kích mở rộng ngược ra ngoài, trở thành vụ nổ siêu tân tinh. Trong khi thực tế các siêu tân tinh xảy ra có mức độ phức tạp hơn so với hai mô hình lý thuyết này, cơ chế giải thích vụ nổ đã được thiết lập vững chắc và được phần lớn các nhà thiên văn học chấp thuận.
Do hệ quả của những sự kiện này là rất rộng lớn, hiện nay các nhà thiên văn vật lý tập trung nghiên cứu sâu vào siêu tân tinh, từ phạm vi tiến hóa sao cho đến tiến hóa thiên hà và là một lĩnh vực nghiên cứu đặc biệt quan trọng.

## Lịch sử quan sát
Ghi chép miêu tả sớm nhất trong lịch sử về siêu tân tinh, đó là SN 185, được các nhà thiên văn Trung Hoa cổ đại quan sát vào năm 185 CN. Siêu tân tinh sáng nhất từng được ghi chép là SN 1006, nó xảy ra vào năm 1006 CN và được miêu tả chi tiết bởi các nhà thiên văn Trung Hoa và Hồi giáo cổ đại. Siêu tân tinh SN 1054 được theo dõi rộng rãi khắp nơi chính là vụ nổ tạo nên tinh vân Con Cua như quan sát ngày nay. Hai siêu tân tinh SN 1572 và SN 1604, là các sự kiện gần đây nhất xảy ra trong Ngân Hà được quan sát bằng mắt thường. Chúng đã có những tác động tích cực đến sự phát triển của thiên văn học ở châu Âu, bởi vì chúng được dùng để phản bác lại ý tưởng của trường phái Aristotle về vũ trụ (nằm bên ngoài Mặt Trăng và các hành tinh) là tĩnh tại và không thay đổi. Johannes Kepler bắt đầu quan sát SN 1604 tại lúc nó đạt đỉnh điểm vào ngày 17 tháng 10 năm 1604 và ông tiếp tục theo dõi quá trình độ sáng giảm dần cho đến khi nó biến mất khỏi bầu trời một năm sau đó. Đây là siêu tân tinh thứ hai được quan sát trong một thế hệ (sau siêu tân tinh SN 1572 thuộc chòm sao Cassiopeia quan sát bởi Tycho Brahe).
Có một số chứng cứ về siêu tân tinh trẻ nhất trong Ngân Hà, G1.9+0.3, xảy ra vào cuối thế kỷ 19, được coi là muộn hơn đáng kể so với siêu tân tinh tạo ra tinh vân Cassiopeia A trong khoảng năm 1680. Thế giới đã không phát hiện được hai vụ nổ siêu tân tinh này. Ở trường hợp của G1.9+0.3, gần như toàn bộ bức xạ điện từ phát ra bị chặn lại (high extinction) do lớp bụi và khí nằm dọc theo mặt phẳng thiên hà khiến các nhà thiên văn học không để ý tới sự kiện đang xảy ra. Đối với tinh vân Cassiopeia A, hiệu ứng ánh sáng vọng (light echo) đã được đo ở bước sóng hồng ngoại cho thấy đây là siêu tân tinh loại IIb. Mặc dù vị trí của nó không nằm trong vùng bị che chắn nhiều, nhưng không hề có một ghi chép lịch sử nào về vụ nổ này.
Trước khi có sự phát triển của kính thiên văn, chỉ có 5 siêu tân tinh được quan sát trong thiên niên kỷ vừa qua. So với lịch sử tiến hóa của một sao, sự xuất hiện của siêu tân tinh trong thiên hà là rất ngắn, trung bình kéo dài một vài tháng, do vậy số sự kiện như thế mà một người trong đời có cơ hội quan sát là gần bằng một. Chỉ có một phần nhỏ trong số 100 tỷ sao trong một thiên hà điển hình có khả năng trở thành siêu tân tinh, vì trong một khoảng thời gian cho trước, hoặc là ngôi sao phải có khối lượng đủ lớn đang ở giai đoạn cuối hoặc trong hệ sao đôi phải có một sao lùn trắng.
Tuy vậy, việc quan sát và khám phá siêu tân tinh bên ngoài Ngân Hà đã trở lên thường xuyên hơn; bắt đầu bằng SN 1885A thuộc thiên hà Tiên Nữ. Ngày nay, mỗi năm các nhà thiên văn nghiệp dư và chuyên nghiệp tìm thấy khoảng vài trăm sự kiện, một số đang trong trạng thái gần sáng cực đại hoặc được phát hiện lại từ những tấm ảnh hay bản chụp thiên văn học cũ. Từ năm 1941, dựa trên quang phổ của 14 sự kiện, nhà thiên văn học người Mỹ Rudolph Minkowski nhận thấy có ít nhất hai nhóm siêu tân tinh. Sau đó Fritz Zwicky và nhiều người khác đã mở rộng, phát triển sơ đồ phân loại siêu tân tinh. Trong thập niên 1960, các nhà thiên văn phát hiện thấy có mối liên hệ giữa cường độ sáng cực đại của một số siêu tân tinh loại I với dịch chuyển đỏ và nhận ra sự hữu ích của loại siêu tân tinh này như những ngọn nến chuẩn trong việc đo khoảng cách trong vũ trụ. Gần đây, các siêu tân tinh loại Ia ở xa nhất được quan sát mờ hơn so với dự định. Kết quả bất ngờ này khiến các nhà thiên văn vật lý đi đến kết luận là sự giãn nở của Vũ trụ đang gia tăng. Nhiều kỹ thuật được phát triển để tái dựng lại các sự kiện siêu tân tinh mà đã không được quan sát trước đó. Chẳng hạn, thời điểm xảy ra siêu tân tinh Cassiopeia A đã được xác định dựa trên hiệu ứng ánh sáng phản xạ từ khí và bụi tinh vân, hay độ tuổi của tàn tích siêu tân tinh RX J0852.0-4622 được ước tính từ nhiệt độ đo được trong khi chứng cứ về tàn tích này được củng cố từ vạch bức xạ tia gamma phát ra từ sự phân rã phóng xạ của titanium-44.
Siêu tân tinh sáng nhất từng được quan sát là sự kiện ASASSN-15lh. Vụ nổ này được phát hiện vào tháng 6 năm 2015 và cường độ sáng lớn nhất đạt 570 tỷ L{\displaystyle {\odot }}, bằng 2 lần độ sáng của đa số các siêu tân tinh từng được quan sát. Tuy nhiên, người ta vẫn chưa hiểu rõ bản chất của siêu tân tinh này và một vài mô hình được đề xuất để giải thích, ví dụ như một ngôi sao nằm gần lỗ đen bị xé toạc bởi lực thủy triều của nó.
Một trong các sự kiện siêu tân tinh được phát hiện sớm nhất từ thời điểm vụ nổ (khoảng sau 3 tiếng) và do vậy dữ liệu phổ đo được ở thời điểm sớm nhất (khoảng 6 tiếng sau vụ nổ thực sự), là siêu tân tinh loại II SN 2013fs (iPTF13dqy) được ghi lại vào ngày 6 tháng 10 năm 2013 bởi trạm Intermediate Palomar Transient Factory (iPTF). Ngôi sao phát nổ nằm ở thiên hà xoắn ốc NGC 7610, cách xa 160 triệu năm ánh sáng trong chòm sao Phi Mã.
Nhà thiên văn học nghiệp dư Victor Buso đã lần đầu tiên chụp ảnh được siêu tân tinh loại IIb SN 2016gkg đang trong quá trình xảy ra vụ nổ ở giai đoạn sớm nhất (khoảng 90 phút sau vụ nổ thực sự). Ông đã chụp ảnh sự kiện ở các khoảng thời điểm cách đều 90 phút tiếp sau đó. Siêu tân tinh nằm ở thiên hà NGC 613 cách xa 85 triệu năm ánh sáng.

## Khám phá

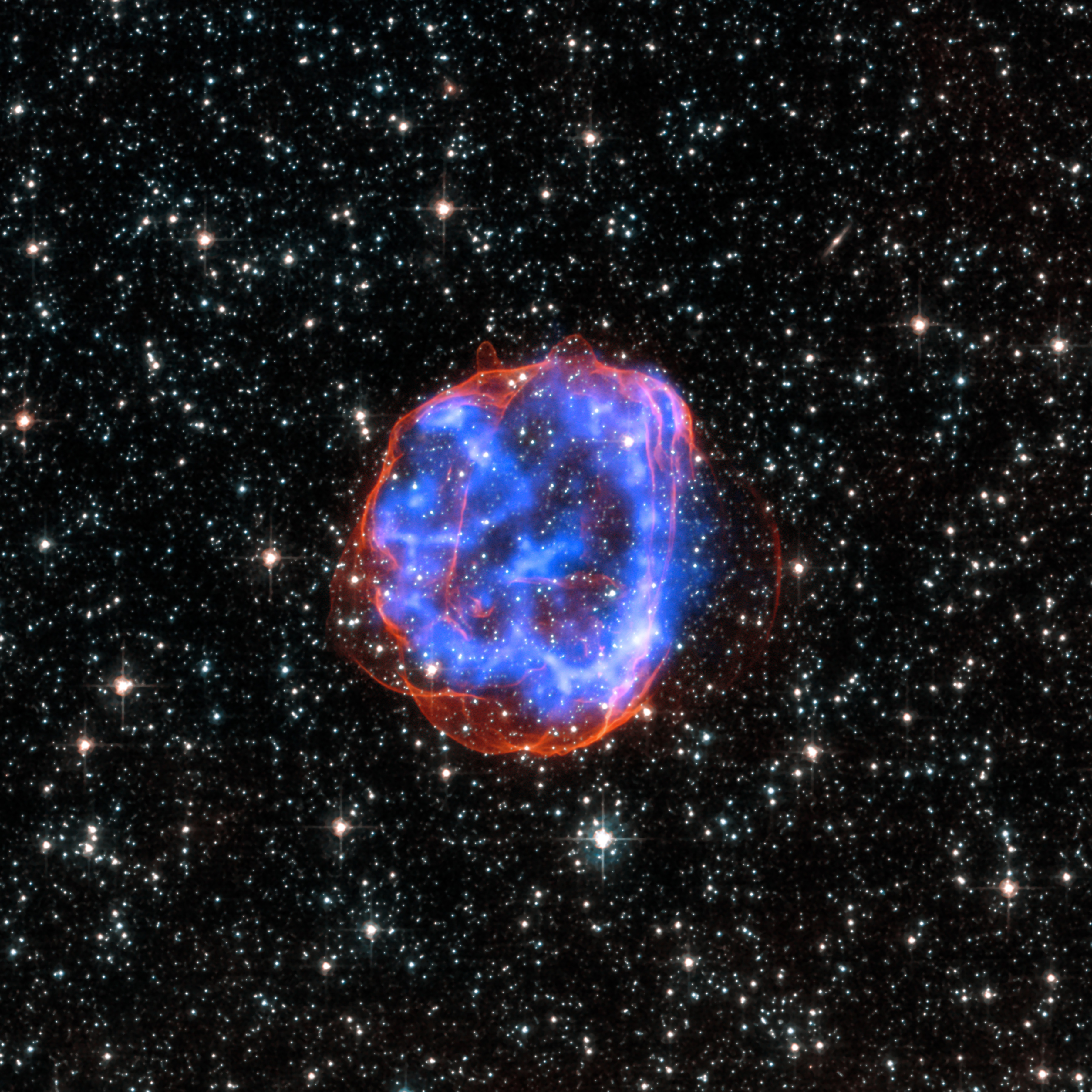
Ảnh chụp của kính thiên văn Chandra về tàn tích siêu tân tinh SNR0519690

Dựa trên những nghiên cứu mở rộng về việc phân loại sao mới thực hiện trong thập niên 1930 bởi Walter Baade và Fritz Zwicky ở Đài quan sát Mount Wilson mà họ đã nhận ra có thêm một lớp "siêu" tân tinh thứ hai ngoài lớp sao mới. Tên gọi super-novae lần đầu tiên được sử dụng bởi Baade và Zwicky trong các bài giảng năm 1931 tổ chức tại Caltech, sau đó được sử dụng rộng rãi tại một hội nghị tổ chức bởi hiệp hội Vật lý Mỹ vào năm 1933. Đến năm 1938, dấu gạch ngang đã được bỏ như tên gọi chính thức được sử dụng hiện đại ngày nay. Bởi vì siêu tân tinh là sự kiện xảy ra tương đối hiếm trong một thiên hà, như ở Ngân Hà ước tính có khoảng 3 sự kiện trong một thế kỷ, do vậy để thu thập dữ liệu tốt về siêu tân tinh đòi hỏi phải quan sát theo dõi thường xuyên rất nhiều thiên hà.:3
Mặt khác, không thể dự đoán được chính xác siêu tân tinh xảy ra lúc nào và ở đâu trong một thiên hà. Thông thường, khi chúng được phát hiện, chúng đã đang ở trong tiến trình xảy ra. Mối quan tâm khoa học lớn nhất về siêu tân tinh – ví dụ như là ngọn nến chuẩn cho phép đo khoảng cách – đòi hỏi phải quan sát được cường độ sáng cực đại của nó. Do vậy điều quan trọng đối với một người khám phá đó là thời điểm phát hiện ra siêu tân tinh phải trước khi nó đạt độ sáng cực đại. Nhà thiên văn nghiệp dư, mà số lượng đông đảo hơn nhiều so với nhà thiên văn chuyên nghiệp, đã đóng vai trò quan trọng đối với việc phát hiện siêu tân tinh, bằng chủ yếu chụp ảnh quan sát các thiên hà gần thông qua kính thiên văn quang học và so sánh ảnh chụp với các bức ảnh chụp trước đó.
Về cuối thế kỷ 20 các nhà thiên văn đã tăng cường sử dụng các kính thiên văn điều khiển tự động bằng máy tính và gắn kèm cảm biến ghi hình ảnh CCD để săn lùng siêu tân tinh. Trong khi những hệ thống này khá phổ biến đối với nhóm thiên văn nghiệp dư, các viện nghiên cứu thiên văn chuyên nghiệp cũng trang bị hệ thống tương tự như Kính thiên văn chụp ảnh tự động Katzman (Katzman Automatic Imaging Telescope). Gần đây dự án Hệ thống cảnh báo sớm siêu tân tinh (Supernova Early Warning System, SNEWS) đã bắt đầu sử dụng thiết bị dò neutrino để đưa ra những cảnh báo sớm về vụ nổ siêu tân tinh xảy ra trong Ngân Hà. Neutrino là những hạt cơ bản hình thành với số lượng rất lớn từ vụ nổ siêu tân tinh và chúng hầu như không bị hấp thụ bởi khí và bụi trong môi trường liên sao của đĩa thiên hà.

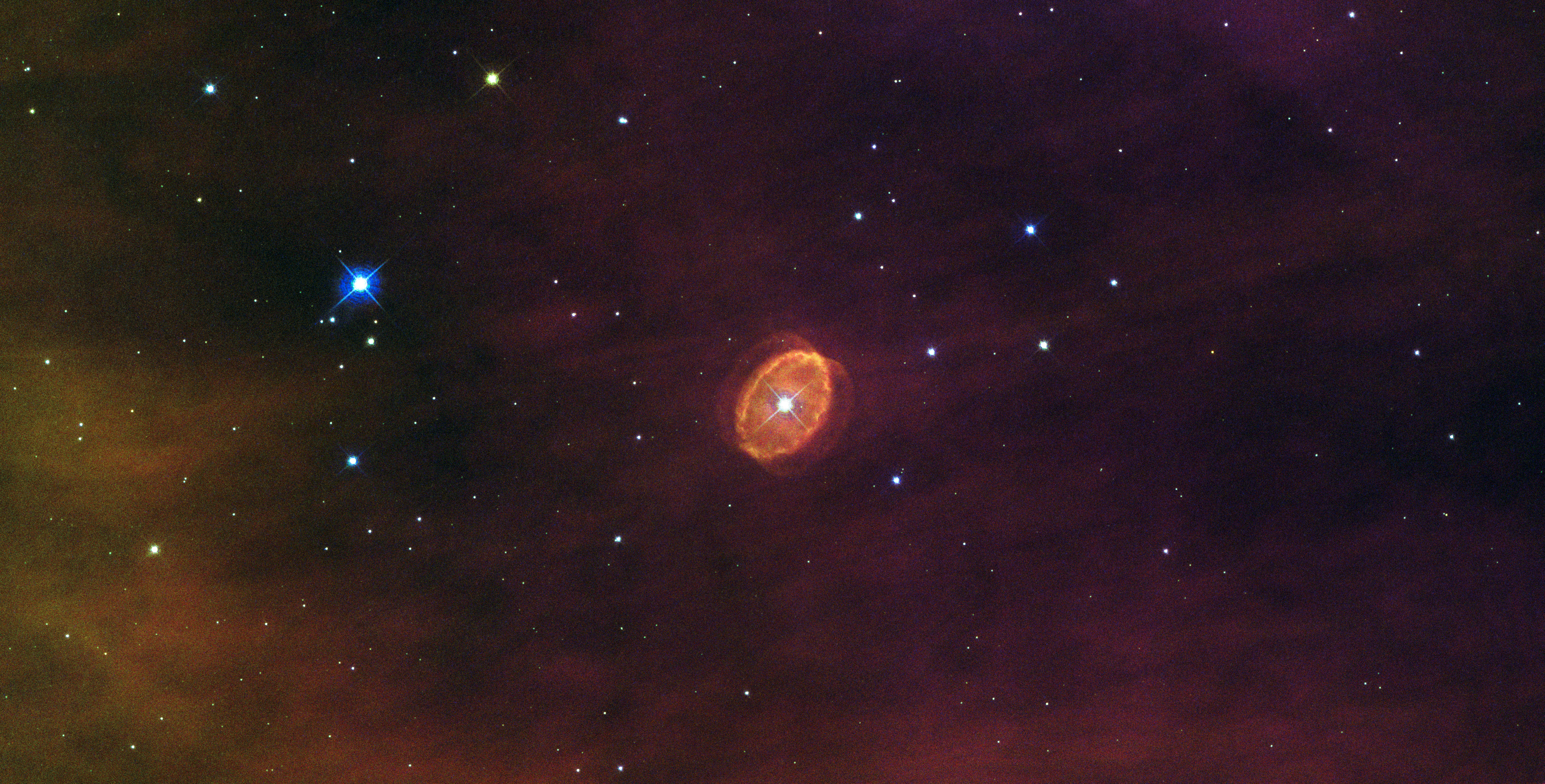
"Ngôi sao sẽ phát nổ", tinh vân SBW1 bao quanh một sao siêu khổng xanh trong tinh vân Carina.

Tìm kiếm siêu tân tinh được phân thành hai phạm vi: một phạm vi tập trung vào tìm kiếm các sự kiện xảy ra tương đối gần và phạm vi còn lại phát hiện những sự kiện xảy ra ở rất xa. Bởi vì vũ trụ giãn nở, có thể ước lượng khoảng cách đến một thiên thể ở xa bằng cách đo hiệu ứng dịch chuyển Doppler (hay dịch chuyển đỏ) trên quang phổ phát xạ của nó; trung bình, các thiên hà ở xa hơn lùi ra xa với vận tốc lớn hơn so với thiên hà ở gần và có dịch chuyển đỏ cao hơn. Cho nên công cuộc tìm kiếm siêu tân tinh tách thành giữa tìm kiếm dịch chuyển đỏ cao và dịch chuyển đỏ thấp, với ranh giới phân chia có giá trị dịch chuyển đỏ trong khoảng z=0,1–0,3 – với z là đại lượng không thứ nguyên đo độ dịch chuyển tần số trong quang phổ thu được.
Tìm kiếm dịch chuyển đỏ cao đối với siêu tân tinh thường bao gồm việc quan sát và đo đường cong cường độ ánh sáng của siêu tân tinh. Chúng là công cụ hữu hiệu giúp xác định và định chuẩn biểu đồ Hubble và đưa ra các dự đoán vũ trụ học. Phổ siêu tân tinh, thường được sử dụng để nghiên cứu vật lý và môi trường siêu tân tinh, phù hợp hơn khi dùng dữ liệu của tìm kiếm ở dịch chuyển đỏ thấp. Quan sát ở phạm vi dịch chuyển đỏ thấp cũng giúp củng cố đường cong Hubble ở khoảng cách ngắn, đường cong thể hiện tương quan giữa khoảng cách và dịch chuyển đỏ cho các thiên hà quan sát được. (xem thêm định luật Hubble).

## Quy ước đặt tên

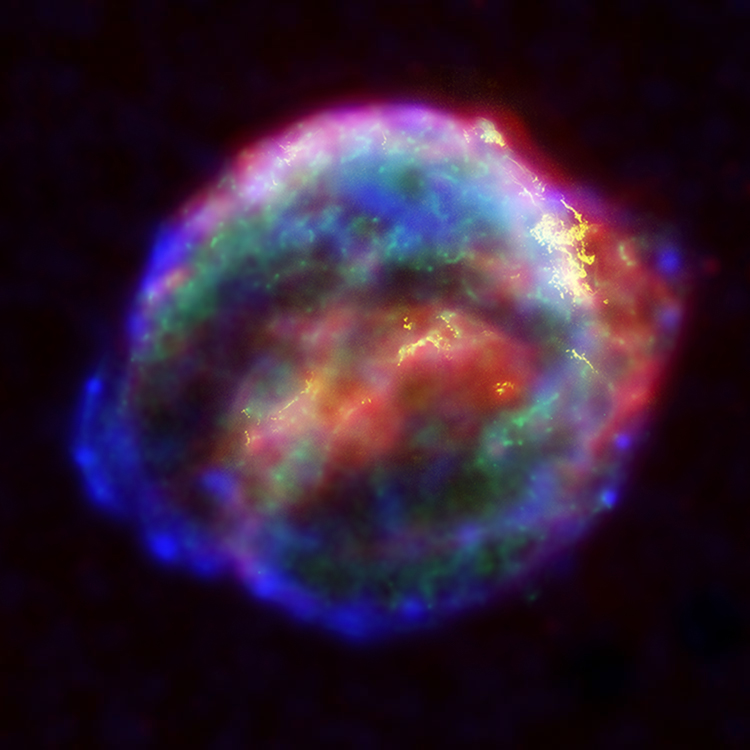
Ảnh kết hợp đa bước sóng tia X, hồng ngoại và khả kiến về tàn tích siêu tân tinh Kepler, SN 1604.

Các khám phá siêu tân tinh được thông báo tới Trung tâm văn phòng điện tín thiên văn học (Central Bureau for Astronomical Telegrams) của Hiệp hội Thiên văn Quốc tế, mà ở đây sẽ gửi ra thông báo đến các nhà thiên văn về tên gọi chính thức cho một siêu tân tinh. Tên gọi được gán bắt đầu bằng SN theo sau bởi năm khám phá và các hậu tố với một hoặc hai chữ cái. Có 26 siêu tân tinh trong một năm được định danh với một chữ cái viết hoa từ A đến Z. Các sự kiện xảy ra sau đó được gán bằng hai chữ viết thường: aa, ab và tiếp tục như vậy. Ví dụ, SN 2003C là tên gọi định danh của siêu tân tinh được phát hiện lần thứ 3 trong năm 2003. Siêu tân tinh phát hiện cuối cùng trong năm 2005 là SN 2005nc và nó là siêu tân tinh thứ 367 được tìm thấy trong năm này. Kể từ năm 2000, các nhà thiên văn nghiệp dư và chuyên nghiệp đã phát hiện vài trăm siêu tân tinh mỗi năm (572 trong năm 2007, 261 trong năm 2008, 390 trong năm 2009; 231 trong năm 2013).
Các siêu tân tinh được biết đến trong lịch sử được định danh đơn giản theo năm phát hiện: SN 185, SN 1006, SN 1054, SN 1572 (gọi là Sao mới Tycho) và SN 1604 (Sao Kepler). Kể từ năm 1885 định danh có thêm chữ cái đã được sử dụng, ngay cả khi nếu trong năm đó chỉ có 1 siêu tân tinh được phát hiện (ví dụ SN 1885A, SN 1907A, v.v.) – và điều này xảy ra lần cuối cùng với sự kiện SN 1947A. SN (viết tắt cho "SuperNova") là tiền tố chuẩn. Cho đến tận năm 1987, định danh với hai chữ viết hậu tố hiếm khi được sử dụng; tuy nhiên bắt đầu từ năm 1988, định danh siêu tân tinh đã phải cần thiết sử dụng đến nó.

## Phân loại

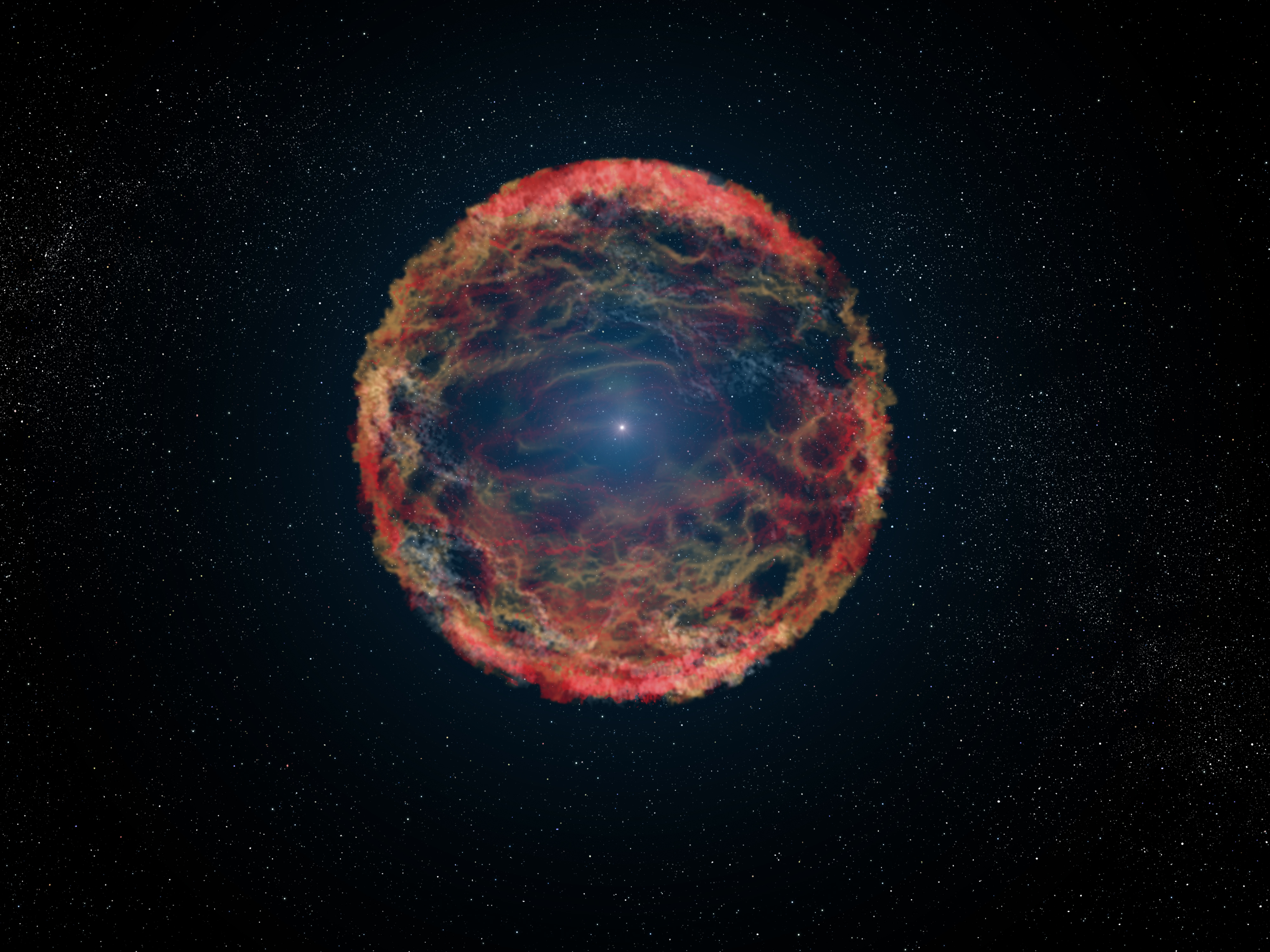
Minh họa siêu tân tinh SN 1993J.

Như là một phần trong nỗ lực tìm hiểu siêu tân tinh, các nhà thiên văn đã phân loại chúng theo đặc trưng của đồ thị đường cong cường độ ánh sáng (light curve) và các vạch quang phổ của các nguyên tố hóa học khác nhau xuất hiện trong phổ điện từ. Nguyên tố đầu tiên dùng cho sự phân loại đó là sự có mặt hay thiếu một vạch quang phổ của hiđrô. Nếu quang phổ của một sự kiện siêu tân tinh có vạch phổ của hiđrô (được biết đến là dãy Balmer ở đoạn bước sóng khả kiến của quang phổ) nó được phân thành Loại II; còn không nó được xếp vào Loại I. Trong mỗi loại này có phân thành các nhóm nhỏ dựa trên sự xuất hiện vạch quang phổ của các nguyên tố khác hoặc hình dạng của đường cong cường độ ánh sáng (đồ thị thể hiện cấp sao biểu kiến của siêu tân tinh theo thời gian).
Siêu tân tinh loại Ia xảy ra ở mọi loại thiên hà mà không thiên về có những vùng hình thành sao, phù hợp với nguồn gốc của chúng từ những quần thể sao có tuổi trung bình hoặc già. Siêu tân tinh loại II chỉ xảy ra trong những vùng hình thành sao nơi tìm thấy các ngôi sao trẻ khối lượng lớn.

Vạch quang phổ phát xạ hiđrô trong miền bước sóng khả kiến. Đây là bốn vạch trong dãy Balmer

| Loại I Quang phổ không có vạch hiđrô | Loại Ia Quang phổ có một vạch silic ion hóa (Si II) ở bước sóng 615,0 nm, gần thời điểm cực đại | Loại Ia Quang phổ có một vạch silic ion hóa (Si II) ở bước sóng 615,0 nm, gần thời điểm cực đại | Loại Ia Quang phổ có một vạch silic ion hóa (Si II) ở bước sóng 615,0 nm, gần thời điểm cực đại | Loại Ia Quang phổ có một vạch silic ion hóa (Si II) ở bước sóng 615,0 nm, gần thời điểm cực đại        | Phản ứng vượt giới hạn nhiệt | Phản ứng vượt giới hạn nhiệt | Phản ứng vượt giới hạn nhiệt | Phản ứng vượt giới hạn nhiệt |
| Loại I Quang phổ không có vạch hiđrô | Loại Ib/c Quang phổ không có vạch hấp thụ silic hoặc rất mờ                                     | Loại Ib Quang phổ có một vạch heli trung hòa (He I) ở 587,6 nm                                  | Loại Ib Quang phổ có một vạch heli trung hòa (He I) ở 587,6 nm                                  | Loại Ib Quang phổ có một vạch heli trung hòa (He I) ở 587,6 nm                                         | Suy sụp lõi                  |                              |                              |                              |
| Loại I Quang phổ không có vạch hiđrô | Loại Ib/c Quang phổ không có vạch hấp thụ silic hoặc rất mờ                                     | Loại Ic Không có vạch quang phổ heli hoặc rất mờ                                                |                                                                                                 | | Suy sụp lõi                  |                              |                              |                              |
| Loại II Có vạch quang phổ hiđrô      | Loại II-P/L/N Quang phổ loại II                                                                 | Loại II-P/L Không có vạch phổ hẹp                                                               | Loại II-P/L Không có vạch phổ hẹp                                                               | Loại II-P Đường cong cường độ ánh sáng "đi ngang"                                                      | Suy sụp lõi                  |                              |                              |                              |
| Loại II Có vạch quang phổ hiđrô      | Loại II-P/L/N Quang phổ loại II                                                                 | Loại II-P/L Không có vạch phổ hẹp                                                               | Loại II-P/L Không có vạch phổ hẹp                                                               | Loại II-L Đường cong cường độ ánh sáng đi xuống "theo đường thẳng" (trên đồ thị độ lớn với thời gian). | Suy sụp lõi                  |                              |                              |                              |
| Loại II Có vạch quang phổ hiđrô      | Loại II-P/L/N Quang phổ loại II                                                                 | Loại IIn Có một số vạch phổ hẹp                                                                 |                                                                                                 | | Suy sụp lõi                  |                              |                              |                              |
| Loại II Có vạch quang phổ hiđrô      | Loại IIb Quang phổ thay đổi trở thành giống như Loại Ib                                         |                                                                                                 |                                                                                                 | | Suy sụp lõi                  |                              |                              |                              |

### Loại I
Siêu tân tinh loại I là loại mà ở quang phổ không xuất hiện vạch phổ của hiđrô. Loại I được chia thành các nhóm con dựa trên đặc điểm quang phổ của chúng, trong đó loại Ia có một vạch hấp thụ mạnh của ion nguyên tử silic. Siêu tân tinh loại I không có vạch phổ rõ ràng này được phân thành loại Ib và Ic, với loại Ib có các vạch phổ mạnh của nguyên tử heli trung hòa và loại Ic không có các vạch này. Đường cong cường độ ánh sáng của các loại có hình dạng tương tự nhau, mặc dù loại Ia nói chung sáng hơn ở thời điểm cường độ đạt cực đại, nhưng đường cong ánh sáng chỉ là thứ yếu trong phân loại siêu tân tinh loại I.
Một số ít sự kiện siêu tân tinh loại Ia thể hiện các đặc điểm bất thường như có độ sáng không bình thường hoặc có đường cong cường độ ánh sáng kéo dài và chúng thường được phân loại theo như sự kiện có đặc điểm tương tự xảy ra lần đầu tiên. Ví dụ, SN 2008ha có độ sáng yếu được phân loại theo như giống với SN 2002cx hoặc loại Ia-2002cx.
Một phần nhỏ các vụ nổ siêu tân tinh loại Ic có đường cong cường độ ánh sáng kéo dài nhiều và trong quang phổ có thêm các vạch phát xạ và là dấu hiệu cho thấy vật chất bắn ra với vận tốc rất lớn. Chúng được nhóm thành loại Ic-BL hoặc Ic-bl.

### Loại II

Đường cong cường độ ánh sáng của siêu tân tinh loại II-P và loại II-L.

Trong quang phổ siêu tân tinh loại II xuất hiện vạch hiđrô. Loại này cũng được chia thành các loại nhỏ hơn. Trong khi hầu hết siêu tân tinh loại II thể hiện các vạch quang phổ phát xạ phân bố rất rộng mà ám chỉ vận tốc giãn nở của vật chất phóng ra lên tới vài nghìn kilômét trên giây, thì một số khác, ví dụ như SN 2005gl, có đặc điểm vạch quang phổ tương đối hẹp. Chúng được xếp vào loại IIn, trong đó 'n' viết tắt cho 'narrow'.:6
Một số siêu tân tinh, như SN 1987K và SN 1993J, thể hiện có sự thay đổi: ở thời gian đầu quang phổ của chúng có các vạch hiđrô, nhưng sau đó từ vài tuần đến vài tháng, các vạch quang phổ heli trở lên nổi trội hơn hẳn. Thuật ngữ siêu tân tinh "loại IIb" được sử dụng để miêu tả các vụ nổ có các đặc điểm kết hợp giữa loại II và loại Ib.
Đối với siêu tân tinh loại II thông thường, mà quang phổ chứa đa số vạch hiđrô phân bố rộng và vẫn còn xuất hiện ở giai đoạn cuối của vụ nổ, được phân loại dựa trên hình dáng của đường cong cường độ ánh sáng. Loại phổ biến nhất có đường đồ thị cường độ đi ngang (hay cao nguyên, "plateau") ngay sau khi độ sáng đạt cực đại mà độ sáng biểu kiến gần như không thay đổi trong nhiều tháng trước khi bắt đầu mờ dần. Chúng được phân thành loại II-P khi có đặc điểm cao nguyên này (plateau). Ít phổ biến hơn là siêu tân tinh loại II-L mà không có đường cao nguyên (palteau) đặc trưng này. Chữ "L" viết tắt của "linear" (tuyến tính) mặc dù đường cong cường độ ánh sáng không thực sự là một đường thẳng.
Những siêu tân tinh có quang phổ không phù hợp với những loại trên được phân vào nhóm dị thường, hay viết tắt là 'pec'.

### Loại III, IV và V
Fritz Zwicky đã định nghĩa thêm một số loại siêu tân tinh, mặc dù ông dựa trên một số rất ít các sự kiện có tham số mà không khớp thỏa đáng với siêu tân tinh loại I hoặc loại II. SN 1961i ở thiên hà NGC 4303 là loại nguyên mẫu và cho tới nay là sự kiện duy nhất trong nhóm siêu tân tinh loại III, có đặc trưng đường cong cường độ ánh sáng mở rộng cực đại và các vạch hiđrô trong dãy Balmer phân bố rộng xuất hiện chậm theo thời gian trong quang phổ quan sát được. SN 1961f ở thiên hà NGC 3003 là loại nguyên mẫu và cho tới nay là sự kiện duy nhất trong nhóm siêu tân tinh loại IV, với đường cong cường độ ánh sáng giống tương tự như của siêu tân tinh loại II-P, nhưng xuất hiện các vạch phổ hấp thụ hiđrô còn các vạch phổ phát xạ hiđrô lại rất yếu. Loại V được sử dụng cho sự kiện SN 1961V thuộc thiên hà NGC 1058, một siêu tân tinh mờ bất thường hoặc có thể đây là vụ nổ giả siêu tân tinh (supernova impostor) với tiến trình sáng lên chậm và đạt cực đại trong vài tháng, cùng với quang phổ phát xạ thu được bất thường. Tính chất tương tự của SN 1961V đối với sự kiện Bùng phát lớn ở hệ sao Eta Carinae (Eta Carinae Great Outburst) đã được các nhà thiên văn chú ý tới. Siêu tân tinh trong thiên hà M101 (năm 1909) và M83 (năm 1923 và 1957) cũng từng được đề xuất xếp vào siêu tân tinh loại IV hoặc loại V.
Ngày nay các loại kể trên có thể được xếp vào nhóm siêu tân tinh loại II dị thường, mà trong đó đã khám phá thêm nhiều sự kiện được phân loại vào nhóm này, mặc dù cuộc tranh luận liệu SN 1961V có thực sự là siêu tân tinh theo sau vụ bùng phát của sao khổng lồ xanh biến đổi sáng (Luminous blue variable star outburst) hay đây là sự kiện giả siêu tân tinh.

## Các mô hình hiện nay

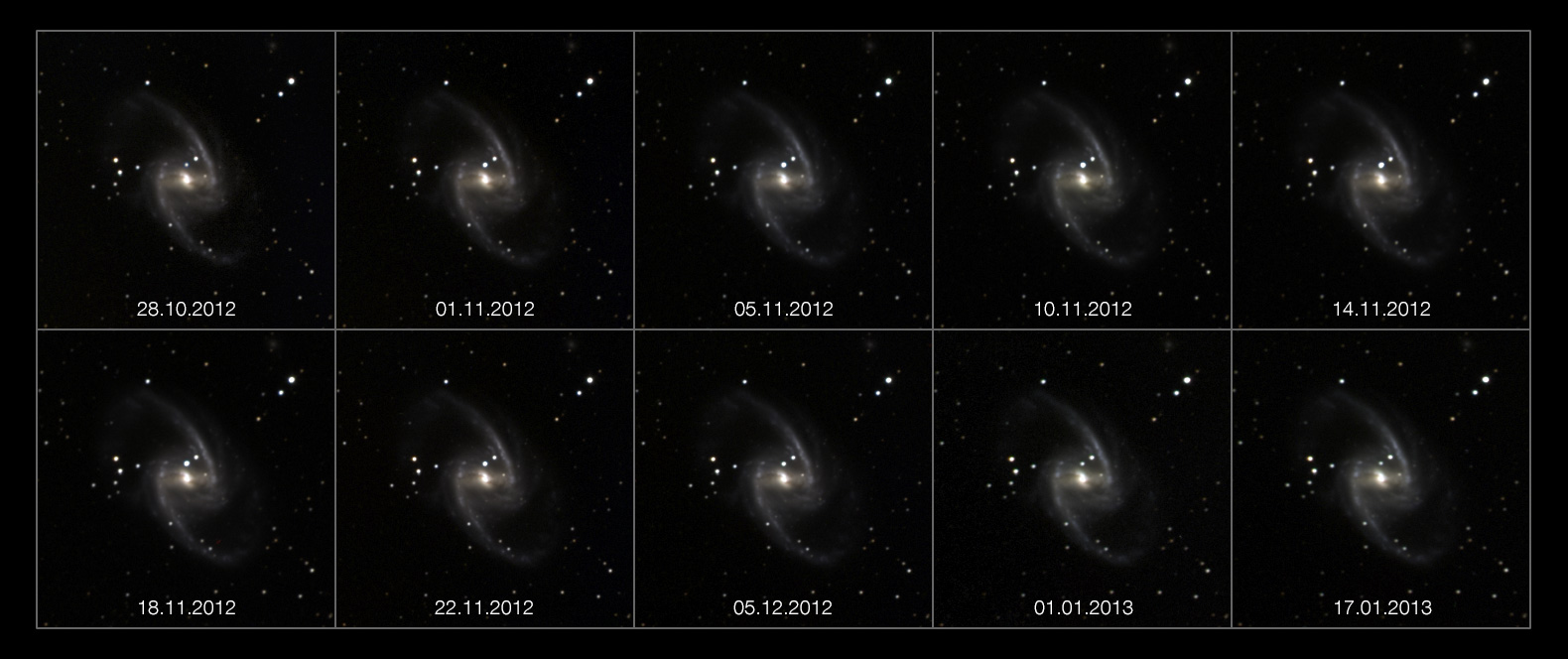
Loạt ảnh chụp cho thấy tiến trình sáng lên nhanh chóng và mờ chậm dần của một siêu tân tinh trong thiên hà NGC 1365 (chấm sáng gần phần trên ở trung tâm của thiên hà, bấm để xem ảnh lớn).

Các mã hiệu phân loại cho một siêu tân tinh ở trên có tính chất phân loại một cách tự nhiên: số loại miêu tả ánh sáng quan sát từ siêu tân tinh mà không cần thiết phản ánh nguyên nhân gây ra vụ nổ. Ví dụ, siêu tân tinh loại Ia tạo bởi sự kích hoạt bất thình lình phản ứng tổng hợp hạt nhân vượt giới hạn nhiệt ở sao lùn trắng, trong khi với kiểu quang phổ tương tự siêu tân tinh loại Ib/c hình thành bởi sự suy sụp hấp dẫn ở lõi sao Wolf–Rayet khối lượng lớn. Các đoạn sau tóm tắt các mô hình được cho là giải thích phù hợp nhất về các vụ nổ siêu tân tinh.

### Phản ứng vượt giới hạn nhiệt

Quá trình hình thành của siêu tân tinh loại a. Từ trái qua, trên xuống:
1. Sao đôi trong dãy chính
2. Một thành viên (trắng) phồng to thành sao khổng lồ hoặc hơn thế
3. Sao trắng thổi gió sao về ngôi sao vàng, làm phồng kích thước sao vàng lên và cả hai chìm vào nhau
4. Cả hai ngôi sao được bọc trong một thể thống nhất
5. Lớp khí vỏ bọc cả hệ bay đi, để lại hai ngôi sao đã giảm kích thước đáng kể
6. Ngôi sao trắng lớn co lại thành sao lùn trắng
7. Sao lùn trắng hút dần vật chất sao đồng hành
8. Sao lùn trắng tăng khối lượng và bùng nổ sau khi vượt quá giới hạn Chandrasekhar
9. Sao đồng hành cũng có thể bị thổi bay đi

Một sao lùn trắng khi tích tụ đủ vật chất từ một sao đồng hành thì nhiệt độ trong lõi của nó sẽ đạt tới mức đủ để kích hoạt phản ứng tổng hợp cacbon, ở điểm trải qua phản ứng tổng hợp hạt nhân vượt giới hạn nhiệt, phá hủy hoàn toàn ngôi sao gốc. Có ba khả năng miêu tả bằng lý thuyết cho vụ nổ này: hoặc là sự bồi tụ ổn định vật chất từ ngôi sao đồng hành, hoặc hai sao lùn trắng va chạm, hoặc sự bồi tụ khiến kích hoạt phản ứng hạt nhân ở lớp vỏ của sao. Cơ chế nào nổi bật và chiếm chủ yếu trong ba cơ chế miêu tả siêu tân tinh loại Ia vẫn còn chưa được biết rõ ràng. Mặc dù chưa biết cụ thể siêu tân tinh loại Ia được tạo ra như thế nào, các siêu tân tinh loại Ia có những tính chất rất đồng đều và chúng có ích để làm những ngọn nến chuẩn trong xác định khoảng cách đến các thiên hà. Cũng cần phải thực hiện một số hiệu chuẩn để bù lại cho sự thay đổi dần dần trong tính chất hoặc độ sáng bất thường ở những tần số khác nhau của những siêu tân tinh có độ dịch chuyển đỏ cao và cho những biến thiên nhỏ trong độ sáng xác định từ đường cong cường độ ánh sáng hoặc từ quang phổ.

#### Loại la thông thường
Có một vài tiến trình dẫn đến sự hình thành siêu tân tinh loại Ia, nhưng đằng sau những tiến trình này thì chúng có chung một cơ chế. Nếu một sao lùn trắng chứa cacbon-oxy bồi tụ đủ vật chất đạt tới giới hạn Chandrasekhar vào khoảng 1,44 lần khối lượng Mặt Trời (M) (đối với ngôi sao không quay), nó sẽ không còn chịu được sức nặng bản thân duy trì bởi áp suất lượng tử của electron và bắt đầu sụp đổ. Tuy nhiên, quan điểm hiện nay cho rằng giới hạn này bình thường không đạt tới được; sự gia tăng nhiệt độ và mật độ bên trong lõi đã bắt đầu kích hoạt phản ứng tổng hợp hạt nhân khi khối lượng sao tiệm cận tới giới hạn khối lượng (trong vòng nhỏ hơn 1%), trước khi bắt đầu sự sụp đổ.
Trong vòng vài giây, một lượng đáng kể vật chất trong sao lùn trắng tham gia vào phản ứng tổng hợp hạt nhân, giải phóng năng lượng (cỡ 1–2×1044 J) đủ để biến nó thành vụ nổ siêu tân tinh. Một đợt sóng xung kích được hình thành lan tỏa ra bên ngoài, với vận tốc đạt tới 5.000–20.000 km/s, hay gần bằng 3% tốc độ ánh sáng. Cường độ sáng phát ra cũng tăng lên đáng kể, đạt tới cấp sao tuyệt đối có giá trị −19,3 (hay sáng gấp 5 lần so với Mặt Trời), với biến thiên tương đối nhỏ.
Mô hình miêu tả cho sự hình thành của loại siêu tân tinh này đó là hệ sao đôi có quỹ đạo hẹp. Sao lớn hơn trước tiên trải qua bước tiến hóa ra khỏi sao trong dãy chính và thể tích nở rộng trở thành sao khổng lồ đỏ. Hai sao lúc này bao chung bởi một khối khí, khiến cho quỹ đạo của chúng dần dần bị thu hẹp lại. Ngôi sao khổng lồ tiếp đến đẩy ra hầu hết lớp vỏ khí ngoài cùng của nó, khối lượng mất đi cho đến khi lõi sao không còn đủ mật độ và nhiệt độ giảm xuống khiến phản ứng tổng hợp hạt nhân dừng lại. Ở thời điểm này nó trở thành một sao lùn trắng, thành phần chứa chủ yếu cacbon và oxy. Cuối cùng ngôi sao thứ hai cũng tiến hóa khỏi dãy chính để trở thành sao khổng lồ đỏ. Vật chất từ sao khổng lồ bị hút về phía sao lùn trắng ở gần, khiến cho khối lượng của nó tăng dần lên.:7 Mặc dù những nét chủ yếu của mô hình cơ bản này được đông đảo các nhà vật lý thiên văn chấp nhận, nhưng chi tiết chính xác cho sự khởi phát và tạo thành các nguyên tố nặng trong vụ nổ vẫn còn chưa được rõ ràng.
Siêu tân tinh loại Ia đi kèm với một đường cong cường độ ánh sáng rất đặc trưng – đường cong biểu diễn cường độ sáng theo sau vụ nổ. Độ sáng này có nguồn gốc từ các giai đoạn phân rã phóng xạ của Ni-56 trở thành Co-56 rồi đến Fe-56. Các siêu tân tinh Ia loại thông thường có đỉnh nhọn cực đại trong đường cong cường độ ánh sáng rất giống nhau, đạt tới cấp sao tuyệt đối cỡ −19,3. Đặc điểm này cho phép các nhà thiên văn sử dụng siêu tân tinh như là một ngọn nến chuẩn thứ hai dùng để đo khoảng cách đến các thiên hà chứa chúng.

#### Loại Ia khác thường
Mô hình khác giải thích sự hình thành của siêu tân tinh loại Ia là sự va chạm sáp nhập của hai sao lùn trắng, với khối lượng kết hợp lại trong thời gian ngắn vượt giới hạn Chandrasekhar. Có rất nhiều tính chất biến thiên trong kiểu sự kiện này, trong nhiều trường hợp có thể không có vụ nổ siêu tân tinh và khả năng chúng sẽ có đường cong cường độ ánh sáng rộng hoặc hẹp hơn sơ với siêu tân tinh loại Ia thông thường.
Siêu tân tinh loại Ia sáng bất thường được cho là xảy ra khi sao lùn trắng đã sẵn có khối lượng lớn hơn giới hạn Chandrasekhar limit, có khả năng nhờ sự bất đối xứng trong hình dạng của nó, nhưng vật liệu phóng ra sẽ ít hơn động năng thông thường.
Không có sự phân chia loại con chính thức cho các siêu tân tinh loại Ia khác thường. Một số nhà thiên văn đã thử đề xuất ra một nhóm siêu tân tinh có độ sáng yếu hơn mà xảy ra ở một sao lùn trắng bồi tụ khí heli thành loại Iax. Loại siêu tân tinh này có thể không phải luôn phá hủy hoàn toàn sao lùn trắng gốc ban đầu và có thể để lại một sao thây ma (zombie star).
Một loại siêu tân tinh loại Ia khác thường đặc biệt khi ở quang phổ có xuất hiện vạch phát xạ của hiđrô cùng những nguyên tố khác, tạo ra quang phổ có dạng hỗn hợp giữa loại Ia bình thường và loại IIn. Ví dụ như ở SN 2002ic và SN 2005gj. Những siêu tân tinh này còn được phân loại thành loại Ia/IIn, loại Ian, loại IIa và loại IIan.

### Suy sụp lõi

Phân nhóm siêu tân tinh theo khối lượng và độ kim loại của ngôi sao gốc.

Cấu trúc phân lớp dạng củ hành của một ngôi sao khối lượng lớn, tiến hóa đến giai đoạn cuối ngay trước khi bị sụp đổ lõi (không vẽ theo tỷ lệ).

Các ngôi sao khối lượng lớn có thể trải qua sụp đổ lõi khi phản ứng tổng hợp hạt nhân không còn tỏa ra đủ năng lượng để duy trì nhiệt trong sao cân bằng với trọng lượng bản thân của nó; vượt qua giới hạn này là nguyên nhân gây ra vụ nổ mọi loại siêu tân tinh trừ siêu tân tinh loại Ia. Sự sụp đổ phóng ra dữ dội lớp vật chất ở ngoài cùng tạo thành siêu tân tinh, hoặc giải phóng năng lượng thế năng hấp dẫn có thể không đủ và ngôi sao có thể suy sụp trực tiếp thành lỗ đen hoặc sao neutron với ít năng lượng tỏa ra ngoài.
Có một vài nguyên nhân dẫn đến sự sụp đổ hấp dẫn: quá trình bắt giữ electron ở các hạt nhân trung hòa giàu proton; khối lượng ngôi sao vượt giới hạn Chandrasekhar; mất ổn định sinh cặp hạt electron - positron; hoặc bởi sự quang phân rã (photodisintegration). Khi lõi một ngôi sao khối lượng lớn phát triển thành một lõi sắt có khối lượng lớn hơn giới hạn Chandrasekhar, nó sẽ không còn tự chống đỡ được khối lượng bản thân nhờ áp suất thoái hóa electron và sẽ tiếp tục sụp đổ thành sao neutron hoặc lỗ đen. Quá trình hạt nhân magnesi bắt giữ electron bên trong một lõi sao thoái hóa chứa O/Ne/Mg gây ra sụp đổ hấp dẫn đi theo sau bởi phản ứng tổng hợp hạt nhân oxy bùng nổ cũng cho những kết quả rất giống nhau tương tự. Phản ứng sinh cặp hạt electron-positron từ các tia gamma năng lượng cao, xảy ra trong một lõi sao lớn sau khi đã đốt cháy hết hạt nhân heli, làm giảm áp suất nhiệt động lực học gây ra kích hoạt vụ sụp đổ và tiếp đó là phản ứng vượt giới hạn nhiệt, tạo thành sự kiện siêu tân tinh có nguyên nhân từ sự bất ổn định sinh cặp (pair-instability supernova). Một lõi sao đủ lớn và nóng có thể tạo ra các tia gamma năng lượng cao để kích hoạt phản ứng quang phân rã trực tiếp, dẫn đến sự sụp đổ lõi sao.
Bảng bên dưới liệt kê các nguyên nhân gây ra sự suy sụp lõi ở các sao khối lượng lớn, loại sao mà chúng sẽ xuất hiện và loại tàn tích mà vụ nổ sẽ tạo ra. Độ kim loại trong thiên văn học là tỷ lệ các nguyên tố khác ngoài hiđrô và heli, được so sánh với của Mặt Trời. Khối lượng ban đầu của ngôi sao là khối lượng vào giai đoạn nó mới hình thành, được cho bằng số lần khối lượng Mặt Trời, mặc dù khối lượng ở thời điểm xảy ra vụ nổ siêu tân tinh có thể thấp hơn nhiều.
Siêu tân tinh loại IIn không được liệt kê ở bảng dưới đây. Chúng có khả năng tạo ra nhiều loại suy sụp lõi từ các ngôi sao gốc khác nhau, thậm chí là phản ứng kích hoạt sao lùn trắng dẫn đến siêu tân tinh loại Ia, mặc dù dường như tất cả loại IIn sẽ bắt đầu sụp đổ từ một lõi sao chứa sắt ở các sao siêu khổng lồ hoặc cực siêu khổng lồ (bao gồm các sao khổng lồ xanh biến đổi, LBV, luminous blue variable star). Chúng được đặt tên theo các vạch quang phổ hẹp (narrow) bởi vì vụ nổ siêu tân tinh loại IIn phóng vật chất vào một đám mây liên sao đậm đặc và quang phổ thu được là quang phổ hấp thụ của vật chất trong đám mây. Dường như một tỷ lệ lớn các siêu tân tinh loại IIn thực sự là các sự kiện giả siêu tân tinh (supernova impostor), xuất phát từ những vụ phun trào mạnh của các sao siêu khổng lồ xanh biến đổi (LBV]) tương tự như sự kiện Phun trào lớn ở Eta Carinae. Trong những sự kiện này, vật chất phóng ra trước đó từ ngôi sao tạo ra những vạch quang phổ hấp thụ mảnh và tạo ra làn sóng xung kích khi nó tương tác với vật chất bắn ra từ những đợt phun trào sau mới hơn.
| Nguyên nhân suy sụp                 | Khối lượng ban đầu xấp xỉ của sao gốc         | Loại siêu tân tinh                                           | Tàn tích                                                       |
| ----------------------------------- | --------------------------------------------- | ------------------------------------------------------------ | -------------------------------------------------------------- |
| Bắt electron ở lõi sao chứa O+Ne+Mg | 8–10                                          | Loại II-P mờ                                                 | Sao neutron                                                    |
| Sụp đổ lõi sắt                      | 10–25                                         | Loại II-P mờ                                                 | Sao neutron                                                    |
| Sụp đổ lõi sắt                      | 25–40 với độ kim loại thấp hoặc bằng Mặt Trời | Loại II-P thông thường                                       | Lỗ đen sau khi vật chất rơi trở lại sao neutron mới hình thành |
| Sụp đổ lõi sắt                      | 25–40 với độ kim loại rất cao                 | Loại II-L hoặc II-b                                          | Sao neutron                                                    |
| Sụp đổ lõi sắt                      | 40–90 với độ kim loại thấp                    | Không hình thành                                             | Lỗ đen                                                         |
| Sụp đổ lõi sắt                      | ≥40 với độ kim loại gần bằng của Mặt Trời     | Loại Ib/c mờ, hoặc hypernova với chớp gamma (GRB)            | Lỗ đen sau khi vật chất rơi trở lại sao neutron mới hình thành |
| Sụp đổ lõi sắt                      | ≥40 với độ kim loại rất cao                   | Loại Ib/c                                                    | Sao neutron                                                    |
| Sụp đổ lõi sắt                      | ≥90 với độ kim loại thấp                      | Không hình thành, hoặc có thể phát ra GRB                    | Lỗ đen                                                         |
| Sự bất ổn định sinh cặp             | 140–250 với độ kim loại thấp                  | Loại II-P, thỉnh thoảng là hypernova, có thể phát ra GRB     | Không có tàn tích                                              |
| Phản ứng quang phân rã hạt nhân     | ≥250 với độ kim loại thấp                     | Không (hoặc là siêu tân tinh siêu sáng?), có thể phát ra GRB | Lỗ đen khối lượng lớn                                          |

Tàn tích từ một ngôi sao khối lượng lớn.

Bên trong một ngôi sao lớn đã tiến hóa (a) hạt nhân ở từng lớp cấu trúc kiểu củ hành lần lượt trải qua phản ửng tổng hợp, dẫn đến hình thành một lõi sắt (b) và khi khối lượng của nó đạt tới giới hạn Chandrasekhar thì ngôi sao bắt đầu sụp đổ. Các hạt nhân ở phần lõi bị nén thành neutron (c), khiến cho vật chất rơi đợt sau bị bật nẩy trở lại (d) và tạo thành làn sóng xung kích lan tỏa ra bên ngoài (đỏ). Sóng xung kích bắt đầu dừng lại (e), nhưng nó tiếp tục được đẩy ra ngoài nhờ năng lượng bổ sung từ quá trình có thể bao gồm sự tương tác với neutrino. Vật chất bao xung quanh bị thổi ra xa (f), để lại một tàn tích thoái hóa.

Khi nhiệt độ ở bên trong lõi một ngôi sao lớn không còn đủ để cân bằng với khối lượng bản thân của nó, ngôi sao sụp đổ vào trong với vận tốc đạt tới 70.000 km/s (0,23c), làm mật độ và nhiệt độ bên trong tăng lên nhanh chóng. Quá trình nào tiếp theo phụ thuộc vào khối lượng và cấu trúc của lõi đang suy sụp, với lõi thoái hóa khối lượng thấp sẽ hình thành lên sao neutron, trong khi lõi thoái hóa khối lượng cao hầu như sẽ hình thành lên lỗ đen và các lõi chưa thoái hóa trải qua phản ứng nhiệt hạt nhân vượt giới hạn (thermal runaway fusion).
Sự sụp đổ ban đầu của lõi thoái hóa được gia tốc bởi phân rã beta, phản ứng quang phân rã hạt nhân và sự bắt giữ electron, tạo thành một chớp các neutrino electron. Khi mật độ tiếp tục tăng, sự phát xạ neutrino bị dừng lại khi chúng bị bẫy ở sâu bên trong lõi. Khi lõi trong cùng đạt tới đường kính 30 km và mật độ cao tương đương với mật độ của hạt nhân nguyên tử, lúc đó áp suất thoái hóa neutron (một hiệu ứng của cơ học lượng tử) sẽ làm dừng vụ sụp đổ.:10 Nếu khối lượng của lõi cao hơn 15 M☉ thì áp suất thoái hóa neutron không đủ để ngăn chặn thế năng hấp dẫn và trực tiếp hình thành lỗ đen mà không có vụ nổ siêu tân tinh.
Ở các lõi có khối lượng thấp hơn sự suy sụp bị dừng lại và một lõi neutron mới được hình thành với nhiệt độ ban đầu bằng xấp xỉ 100 tỷ kelvin, cao hơn 6000 lần nhiệt độ bên trong lõi của Mặt Trời. Ở nhiệt độ này, các cặp neutrino-phản neutrino của mọi loại thế hệ được hình thành một cách hiệu quả từ phát xạ nhiệt. Các neutrino nhiệt này có mặt nhiều gấp vài lần so với các neutrino từ sự bắt giữ electron. Khoảng 1046 joule, xấp xỉ 10% khối lượng nghỉ của sao, được chuyển đổi thành các neutrino phát xạ trong 10 giây và là thành phần chính phát ra của sự kiện. Sự ngừng suy sập lõi bất thình lình làm vật chất bật trở lại và tạo ra một sóng xung kích lan ra ở các lõi bên ngoài trong vòng vài miligiây khi năng lượng bị mất đi bởi quá trình phân tách các nguyên tố nặng. Một quá trình cần thiết cho phép các lớp bên ngoài lõi tái hấp thụ khoảng 1044 joule (1 foe) từ xung neutrino, tạo ra độ sáng biểu kiến, mặc dù cũng có những lú thuyết khác giải thích về năng lượng của vụ nổ.
Một số vật chất ở lớp bên ngoài rơi trở lại sao neutron và tại các lõi sao có khối lượng ban đầu bằng 8 M☉ lượng vật chất rơi trở lại đủ để hình thành lên lỗ đen. Sự rơi trở lại này sẽ giả thiểu động năng được hình thành và khối lượng vật liệu phóng xạ đẩy ra bên ngoài, nhưng ở một số tình huống nó cũng tạo ra các tia tương đối tính với kết quả là xuất hiện chớp tia gamma hoặc một vụ nổ siêu tân tinh sáng khác thường.
Quá trình suy sụp hấp dẫn ở các lõi chưa thoái hóa sẽ kích hoạt tiếp các phản ứng tổng hợp hạt nhân. Khi suy sụp lõi được kích hoạt bởi sự bất ổn định sinh cặp electron-positron, phản ứng tổng hợp hạt nhân oxy bắt đầu xảy ra và có thể làm dừng lại sự suy sụp. Đối với lõi sao có khối lượng 40–60 M☉, quá trình sụp đổ dừng lại và ngôi sao vẫn còn nguyên vẹn, nhưng quá trình sụp đổ lõi sẽ tiếp tục trở lại khi một lõi mới lớn hơn được hình thành. Đối với lõi bằng khoảng 60–130 M☉, phản ứng tổng hợp hạt nhân oxy và của các hạt nhân nặng hơn xảy ra rất mạnh mẽ khiến cho toàn bộ ngôi sao bị phá hủy, dẫn đến sự kiện siêu tân tinh. Ở phạm vi giới hạn trên của khối lượng, vụ nổ siêu tân tinh có độ sáng cực kỳ cao và kéo dài rất lâu do bởi lượng 56Ni giải phóng lên tới vài lần khối lượng Mặt Trời. Đối với những lõi có khối lượng thậm chí cao hơn, nhiệt độ bên trong lõi đủ cao để xảy ra phản ứng quang phân rã hạt nhân và lõi sao suy sụp hoàn toàn thành lỗ đen.

#### Loại II

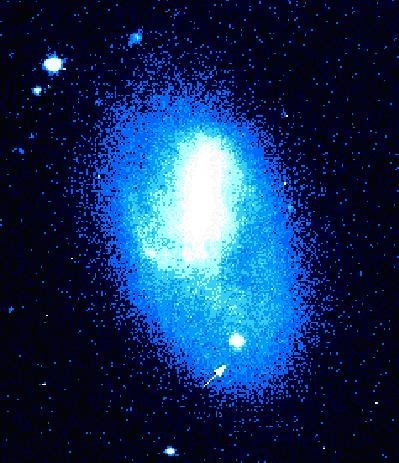
Ảnh chụp siêu tân tinh loại II không điển hình với độ sáng thấp, SN 1997D.

Các ngôi sao với khối lượng ban đầu nhỏ hơn 8 lần khối lượng Mặt Trời không bao giờ phát triển thành một lõi đủ lớn để dẫn tới quá trình suy sụp hấp dẫn và chúng tiến hóa theo con đường khác khi mất đi bầu khí quyển và trở thành sao lùn trắng. Các sao với khối lượng ít nhất bằng 9 M☉ (và có thể phải từ 12 M☉) tiến hóa theo tiến trình phức tạp, lần lượt đốt hạt nhân các nguyên tố nặng hơn ở những mức nhiệt độ nóng hơn bên trong lõi của nó. Ngôi sao trở thành có cấu trúc giống như một củ hành, với các hạt nhân càng dễ tổng hợp thì phản ứng xảy ra ở những vỏ lớn hơn (tương ứng với hạt nhân nhẹ hơn). Mặc dù được miêu tả phổ biến như là cấu trúc củ hành với một lõi sắt ở trong cùng, những lõi tiền siêu tân tinh với khối lượng thấp nhất chỉ chứa oxy-neon(-magnesi). Các sao tiệm cận nhánh khổng lồ (Asymptotic giant branch, trong biểu đồ Hertzsprung-Russell) có thể hình thành lên phần lớn các siêu tân tinh suy sụp lõi, mặc dù các siêu tân tinh ít sáng hơn và ít gặp hơn cũng đã được quan sát từ những sao gốc có khối lượng lớn hơn.
Nếu lõi suy sụp xuất hiện trong giai đoạn siêu khổng lồ khi ngôi sao vẫn còn có một lớp bao hiđrô, kết quả dẫn đến vụ nổ siêu tân tinh loại II. Tốc độ mất khối lượng cho sự phát sáng của sao phụ thuộc vào độ kim loại và độ sáng của nó. Những sao cực kỳ sáng với độ kim loại gần bằng của Mặt Trời sẽ mất toàn bộ hiđrô trước khi lõi của nó suy sụp và do đó sẽ không hình thành siêu tân tinh loại II. Với độ kim loại thấp hơn, mọi sao sẽ tới giai đoạn lõi suy sụp kèm theo một lớp bao hiđrô nhưng ở các sao có khối lượng đủ lớn thì nó sẽ suy sụp hấp dẫn trực tiếp thành lỗ đen mà không tạo thành siêu tân tinh phát ra ánh sáng.
Các ngôi sao với khối lượng ban đầu bằng 90 lần khối lượng Mặt Trời, hoặc thấp hơn một chút với độ kim loại cao, được dự đoán sẽ cho siêu tân tinh loại II-P mà chính là loại thường quan sát thấy nhất. Ở độ kim loại từ mức trung bình đến cao, các ngôi sao ở phạm vi khối lượng giới hạn trên sẽ mất hầu hết hiđrô khi suy sụp lõi xảy ra và kết quả cho siêu tân tinh loại II-L. Ở độ kim loại rất thấp, các sao khối lượng xung quanh 140–250 M☉ sẽ tới thời điểm sụp đổ lõi bởi sự mất ổn định cặp hạt electron-positron trong khi chúng vẫn còn bầu khí quyển chứa hiđrô và một lõi chứa hạt nhân oxy và kết quả cho vụ nổ siêu tân tinh loại II đặc trưng với một lượng lớn 56Ni bị bắn ra và độ sáng cao.

#### Loại Ib và Ic

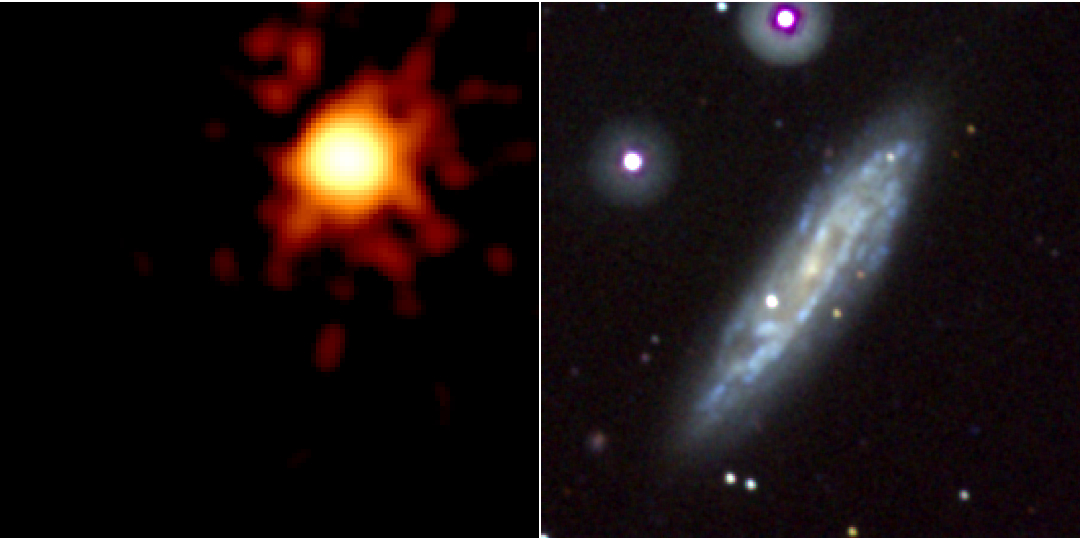
SN 2008D, siêu tân tinh loại Ib, chụp trong bước sóng tia X (trái) và ánh sáng khả kiến (phải) ở phía cuối bên trên của thiên hà.

Các siêu tân tinh này, giống như loại II, là những ngôi sao khối lượng lớn trải qua vụ sụp đổ lõi. Tuy nhiên chúng trở thành các siêu tân tinh loại Ib và Ic vì chúng đã mất hết lớp bao khí quyển chứa hiđrô bởi gió sao mạnh hoặc bởi tương tác với sao đồng hành. Các sao này được biết đến là các sao Wolf–Rayet và chúng xuất hiện có độ kim loại từ trung bình đến cao và gió sao thổi mạnh liên tục gây ra tốc độ mất mát khối lượng lớn đáng kể. Các quan sát siêu tân tinh loại Ib/c không khớp với dữ liệu thu thập được hoặc dự định mà sẽ xảy ra đối với sao Wolf–Rayet và có những cách giải thích khác cho loại suy sụp lõi sao này bao gồm ngôi sao đã bị tước đi lớp hiđrô bởi tương tác với ngôi sao đồng hành. Mô hình hệ sao đôi cho kết quả dự đoán khớp tốt hơn với siêu tân tinh quan sát thực sự, với điều kiện là chưa từng quan sát được hệ sao đôi heli phù hợp nào. Vì một siêu tân tinh có thể xảy ra bất cứ khi nào khối lượng của ngôi sao ở thời điểm suy sụp lõi là đủ thấp mà không gây ra sự sụp đổ sâu hơn thành hố đen, bất kỳ một ngôi sao khối lượng lớn nào tiến hóa đưa đến vụ nổ siêu tân tinh nếu nó mất khối lượng đáng kể trước khi xảy ra suy sụp hấp dẫn lõi.
Siêu tân tinh loại Ib xuất hiện phổ biến hơn và có nguồn gốc từ các sao Wolf–Rayet loại WC mà vẫn còn lớp khí quyển heli. Đối với một phạm vi hẹp khối lượng, các sao tiến hóa lâu thêm trở thành sao WO và chúng có rất ít heli còn lại trước khi đạt tới suy sụp lõi. Các sao này được cho là các sao gốc của siêu tân tinh loại Ic.
Một vài phần trăm siêu tân tinh loại Ic xảy ra đi kèm vớ chớp gamma (GRB), mặc dù các nhà thiên văn cũng tin rằng bất kỳ một siêu tân tinh loại Ib hoặc Ic nào mà đã mất hiđrô cũng có thể tạo ra GRB, phụ thuộc vào cấu trúc hình học của vụ nổ. Cơ chế phát ra các chớp GRB là bởi các tia vật chất tác động bởi từ trường mạnh của sao từ quay rất nhanh hình thành sau vụ suy sụp lõi sao. Chùm tia cũng truyền năng lượng vào lớp vỏ đang giãn nở ra bên ngoài sau vụ nổ, tạo thành siêu tân tinh siêu sáng (super-luminous supernova).
Siêu tân tinh từ ngôi sao đã bị tước gần hết lớp bao ngoài lõi (ultra-stripped supernovae) xảy ra khi một ngôi sao phát nổ mà trước đó đã bị mất hầu hết lớp bao vật chất bên ngoài lõi kim loại, chủ yếu bởi quá trình truyền vật chất sang ngôi sao đồng hành bên cạnh có quỹ đạo ngắn. Kết quả là có rất ít vật chất giải phóng từ ngôi sao phát nổ (~0.1 MSun). Trong trường hợp cực biên nhất, siêu tân tinh loại này có thể xảy ra đối với một lõi sắt trần trụi, có khối lượng chỉ cao hơn một chút so với giới hạn Chandrasekhar. SN 2005ek là một ví dụ đã được quan sát cho trường hợp siêu tân tinh phát nổ từ ngôi sa đã bị mất gần hết vật chất bao bên ngoài lõi, với độ sáng khá mờ và đường cong cường độ ánh sáng trên đồ thị nhanh chóng tiêu giảm. Bản chất các siêu tân tinh loại này có thể là ở cả suy sụp hấp dẫn lõi sắt và quá trình bắt giữ electron, tùy thuộc vào khối lượng của lõi sao sụp đổ.

### Siêu tân tinh hỏng
Sự suy sụp lõi ở một số ngôi sao khối lượng lớn có thể không hình thành siêu tân tinh trong bước sóng khả kiến. Mô hình chính cho nguyên nhân này đó là một lõi sao có khối lượng đủ lớn mà động năng không đủ để đảo ngược sự rơi về lõi của lớp vật chất bao bên ngoài dẫn tới sự hình thành lỗ đen. Những sự kiện kiểu này khó phát hiện, nhưng theo kết quả một cuộc khảo sát trên diện rộng đã phát hiện được một số ứng cử viên tiềm năng. Sao siêu khổng lồ đỏ N6946-BH1 trong thiên hà NGC 6946 trải qua vụ bùng phát vừa phải trong tháng 3 năm 2009, trước khi mờ đi khỏi vùng quan sát. Chỉ có một nguồn hồng ngoại mờ còn phát hiện được ở vị trí ngôi sao.

### Biểu đồ cường độ ánh sáng

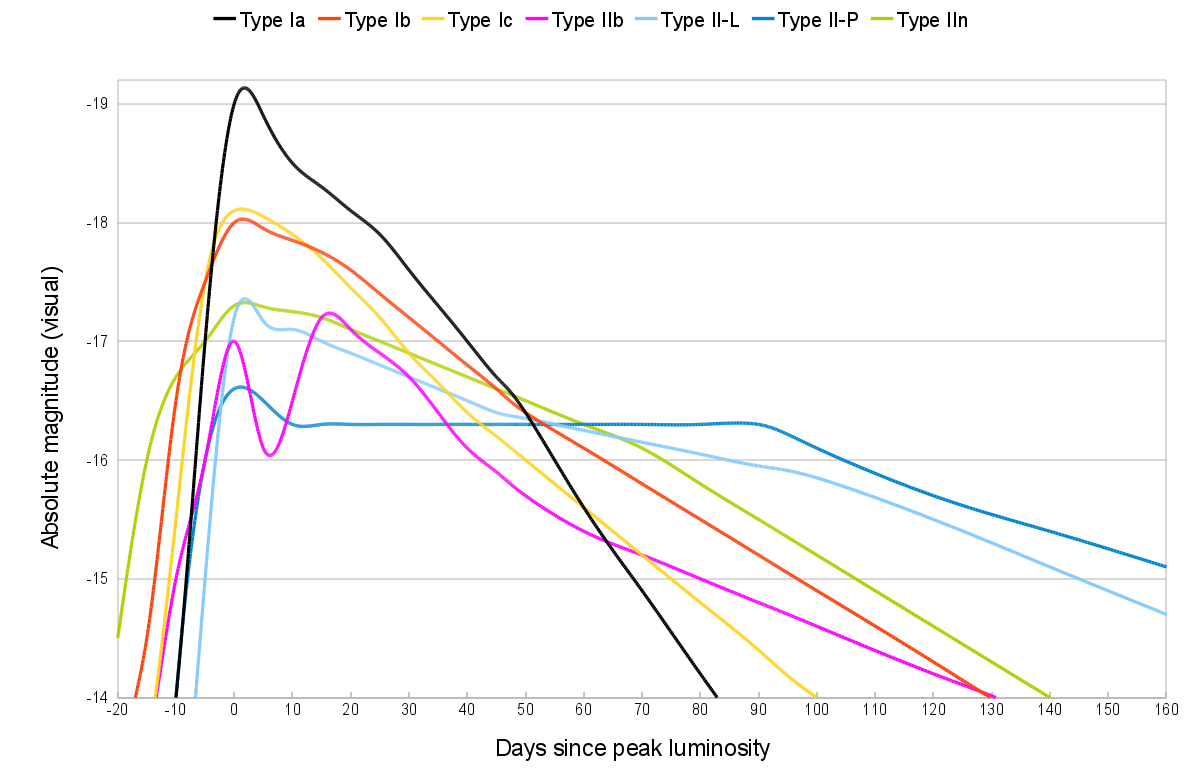
So sánh đường cong cường độ ánh sáng giữa các loại siêu tân tinh.

Có một câu hỏi mang tính lịch sử về nguồn gốc năng lượng nào giúp duy trì sự phát sáng quang học ở siêu tân tinh trong hàng tháng. Mặc dù năng lượng từ mỗi loại siêu tân tinh phát ra trong một thời gian ngắn, đường cong cường độ ánh sáng hầu hết chiếm bởi sự làm nóng bằng phóng xạ hạt nhân đối với vật chất bắn ra đang giãn nở ở giai đoạn sau. Một số nhà thiên văn coi năng lượng từ chùm tia phát ra bởi sao xung ở trung tâm là nguồn cấp cho ánh sáng muộn này. Các khí phóng ra từ vụ nổ sẽ mờ đi nhanh chóng nếu không có nguồn năng lượng giữ chúng tiếp tục nóng. Một cơ chế khác là các khí phóng ra chứa những hạt nhân có tính phóng xạ mạnh, mà hiện nay được biết đến là đúng đối với hầu hết các siêu tân tinh, đã được đề cập tính toán đầu tiên dựa trên cơ sở của lý thuyết tổng hợp hạt nhân vào cuối thập niên 1960. Cho đến tận khi SN 1987A được quan sát trực tiếp với các tia gamma là đặc trưng không thể nhầm lẫn của các hạt nhân phóng xạ chính phóng ra từ vụ nổ.
Bằng cách quan sát trực tiếp mà các nhà thiên văn học biết rằng phần lớn đường cong cường độ ánh sáng (vẽ trên biểu đồ độ sáng theo thời gian) đo sau khi xuất hiện siêu tân tinh loại II, ví dụ như của SN 1987A, được giải thích bằng quá trình phân rã của các hạt nhân phóng xạ. Mặc dù bức xạ phát sáng có chứa các photon với năng lượng trong phổ khả kiến, năng lượng phóng xạ đã bị hấp thụ bởi khí bắn ra và lớp khí này giữ cho tàn tích siêu tân tinh đủ nóng để phát xạ ánh sáng. Quá trình phân rã phóng xạ của 56Ni thành các hạt nhân con 56Co rồi đến 56Fe tạo ra các photon tia gamma, chủ yếu có năng lượng bằng 847keV và 1238keV, mà bị hấp thụ và là nguồn nung nóng chủ yếu và do vậy làm sáng vật chất phóng ra ở thời điểm trung bình (sau vài tuần) cho đến lúc cuối (sau vài tháng) siêu tân tinh. Năng lượng đối với đỉnh cực đại của đường cong cường độ ánh sáng của SN1987A được cung cấp bởi sự phân rã của 56Ni thành 56Co (thời gian bán rã 6 ngày) trong khi năng lượng cho giai đoạn sau của đường cong ánh sáng lại khớp đặc biệt rất gần với sự phân rã của 56Co (thời gian bán rã 77,3 ngày) thành 56Fe. Những đo lường về sau bằng các kính thiên văn không gian tia gamma về phần nhỏ của tia gamma 56Co và 57Co thoát ra từ tàn tích của SN 1987A mà không có sự hấp thụ đã xác nhận tiên đoán trước đó về hai hạt nhân phóng xạ này là nguồn cấp năng lượng chính cho bức xạ ánh sáng muộn.
Đường cong cường độ ánh sáng biểu kiến của các loại siêu tân tinh khác nhau tất cả phụ thuộc vào thời điểm cuối của sự làm nóng bởi hạt nhân phóng xạ, nhưng chúng cho hình dạng và biên độ biến đổi đang dạng bởi vì cơ chế nằm sau ở mỗi vụ nổ siêu tân tinh, cách mà bức xạ khả kiến được tạo ra, kỷ nguyên quan sát nó và mức độ trong suốt của vật liệu giải phóng ra. Đường cong ánh sáng có thể rất khác nhau tại những bước sóng khác nhau. Ví dụ, tại bước sóng tử ngoại có một đỉnh chiếu sáng cực mạnh diễn ra chỉ trong vài giờ tương ứng với sự xuyên thủng của làn sóng xung kích phát ra từ vụ nổ ban đầu, nhưng sự xuyên thủng này rất khó xác định trong bước sóng khả kiến.
Đồ thị cường độ ánh sáng của mỗi siêu tân tinh loại Ia rất đồng đều, với sự giống nhau trong cấp sao tuyệt đối cực đại và độ dốc nghiêng xuống của đoạn đường cong ánh sáng. Năng lượng quang học phát ra được cấp bởi quá trình phân rã phóng xạ của hạt nhân niken-56 (thời gian bán rã 6 ngày), mà sau đó phân rã thành coban-56 (thời gian bán rã 77 ngày). Các đồng vị phóng xạ này kích thích vật chất ở môi trường xung quanh trở lên nóng sáng. Nghiên cứu siêu tân tinh và vũ trụ học hiện nay dựa trên hoạt động phân rã phóng xạ của 56Ni mang lại năng lượng cho độ sáng quang học của siêu tân tinh loại Ia, mà là "ngọn nến chuẩn" của vũ trụ học nhưng các kết quả nghiên cứu mức năng lượng phóng xạ tia gamma 847keV và 1238keV chỉ mới thực hiện được lần đầu tiên vào năm 2014 nhờ quan sát SN 2014J. Những pha ban đầu tại đoạn đường cong cường độ ánh sáng nghiêng dốc xuống khi kích thước hữu hiệu của mặt cầu ánh sáng giảm và vùng bẫy bức xạ điện từ đã tiêu tan. Đường cong ánh sáng tiếp tục nghiêng xuống ở kênh B trong khi nó thể hiện ra một đoạn thẳng nhỏ trong bước sóng khả kiến ở thời điểm 40 ngày sau, nhưng đây chỉ là dấu hiện cho đỉnh cực đại thứ hai xảy ra trong bước sóng hồng ngoại khi một số các nguyên tố nặng bị ion hóa tái kết hợp lại để tạo thành bức xạ hồng ngoại và vật chất bắn ra trở lên trong suốt đối với bước sóng này. Đường cong ánh sáng biểu kiến tiếp tục đi dốc xuống ở độ nghiêng lớn hơn một chút so với tốc độ phân rã của đồng vị coban phóng xạ (mà có nửa thời gian phân rã lâu hơn và kiểm soát đường cong ánh sáng giai đoạn sau), do bởi vì vật liệu được giải phóng trở lên khuếch tán hơn và ít có khả năng biến đổi năng lượng bức xạ cao thành bức xạ khả kiến. Sau vài tháng, đường cong ánh sáng thay đổi tốc độ giảm một lần nữa khi sự phát xạ positron trở thành nổi trội so với coban-56 còn lại, mặc dù giai đoạn này của đường cong ánh sáng vẫn còn ít được nghiên cứu.
Đường đồ thị cường độ ánh sáng của siêu tân tinh loại Ib và Ic giống cơ bản với của loại Ia mặc dù đỉnh cường độ cực đại thấp hơn. Sự phát xạ quang học một lần nữa là do quá trình phân rã phóng xạ biến đổi thành bức xạ khả kiến, nhưng lượng hạt nhân niken-56 sinh ra có tổng khối lượng nhỏ hơn. Đỉnh cường độ sáng cực đại thay đổi đáng kể và thậm chí thỉnh thoảng độ sáng của siêu tân tinh loại Ib/c cao hoặc thấp hơn vài bậc độ lớn so với giá trị bình thường. Những siêu tân tinh loại Ic sáng nhất được coi như là các hypernova và thường có đường cong cường độ ánh sáng được nới rộng ngoài đặc điểm có đỉnh cường độ ánh sáng rất cao trên biểu đồ. Nguồn gốc của năng lượng siêu lớn như thế được cho là từ những chùm tia tương đối tính phát ra từ sự hình thành của một lỗ đen quay, mà cũng tạo ra chớp tia gamma.
Đường cong cường độ ánh sáng của siêu tân tinh loại II đặc trưng bởi sự giảm chậm hơn so với của siêu tân tinh loại I vào cỡ 0,05 bậc độ lớn trên một ngày, ngoại trừ giai đoạn đường đồ thị đi ngang (plateau). Ánh sáng biểu kiến phát ra cung cấp chủ yếu từ động năng hơn là từ phân rã phóng xạ kéo dài trong vài tháng, bởi sự tồn tại chính yếu của hiđrô trong vật chất bắn ra từ bầu khí quyển của ngôi sao siêu khổng lồ gốc. Ban đầu lớp khí hiđrô này trở lên nóng và bị ion hóa. Đoạn đồ thị cường độ ánh sáng của siêu tân tinh loại II đi ngang tương ứng với giai đoạn các ion hiđrô tái kết hợp trở thành trung hòa, phát ra ánh sáng khả kiến và trở lên trong suốt hơn. Giai đoạn tiếp theo đường cong cường độ ánh sáng nghiêng dốc xuống là do bởi quá trình phân rã phóng xạ mặc dù diễn ra chậm hơn so với siêu tân tinh loại I, bởi vì sự hiệu quả của quá trình chuyển đổi năng lượng thành ánh sáng của tất cả hiđrô.
Ở loại II-L không có đoạn đồ thị đi ngang bởi vì ở sao gốc có tương đối ít hiđrô còn lại trong bầu khí quyển của nó, đủ để xuất hiện vạch quang phổ của hiđrô nhưng không đủ để tạo thành giai đoạn đồ thị đi ngang đáng kể trong ánh sáng phát ra. Ở siêu tân tinh loại IIb khí quyển hiđrô của sao gốc gần như đã tiêu tan (được cho là bị tước bởi lực thủy triều của sao đồng hành) do vậy đường cong cường độ ánh sáng gần giống với siêu tân tinh loại I và thậm chí là vạch quang phổ hiđrô biến mất sau vài tuần kể từ vụ nổ.
Ở siêu tân tinh loại IIn được đặc trưng bởi có thêm các vạch quang phổ phát xạ hẹp tạo từ lớp vỏ đậm đặc của vật chất liên sao bao quanh sao gốc. Đồ thị cường độ ánh sáng của loại này nói chung rất mở rộng, thông thường cũng cực kỳ sáng và được coi như là những siêu tân tinh siêu sáng. Các đường cong cường độ ánh sáng được tạo ra bởi quá trình chuyển đổi hữu hiệu cao của động năng vật chất bắn ra thành bức xạ điện từ do tương tác với lớp vỏ vật chất đậm đặc liên sao. Điều này chỉ xảy ra khi vật chất đủ đậm đặc và compact, ám chỉ rằng lớp vỏ vật chất này mới chỉ được tạo ra trong thời gian ngắn bởi sao gốc trước khi nó phát nổ.
Một số lượng lớn siêu tân tinh đã được phân loại và xếp hạng để cung cấp một thước đo chuẩn khoảng cách vũ trụ cũng như làm dữ liệu để kiểm chứng các mô hình lý thuyết. Trên trung bình, các đặc điểm thay đổi theo khoảng cách và loại thiên hà chứa siêu tân tinh, nhưng đa phần là đặc trưng cho từng loại siêu tân tinh.
| Loạia      | Độ sáng tuyệt đối cực đại trung bìnhb | Năng lượng xấp xỉ (foe)c | Ngày đến lúc độ sáng cực đại | Ngày từ lúc độ sáng cực đại đến giảm còn 10% |
| ---------- | ------------------------------------- | ------------------------ | ---------------------------- | -------------------------------------------- |
| Ia         | −19                                   | 1                        | xấp xỉ 19                    | khoảng 60                                    |
| Ib/c (mờ)  | khoảng −15                            | 0.1                      | 15–25                        | chưa biết                                    |
| Ib         | khoảng −17                            | 1                        | 15–25                        | 40–100                                       |
| Ic         | khoảng −16                            | 1                        | 15–25                        | 40–100                                       |
| Ic (sáng)  | đến −22                               | trên 5                   | gần 25                       | gần 100                                      |
| II-b       | khoảng −17                            | 1                        | khoảng 20                    | khoảng 100                                   |
| II-L       | khoảng −17                            | 1                        | khoảng 13                    | khoảng 150                                   |
| II-P (mờ)  | khoảng −14                            | 0.1                      | gần 15                       | chưa biết                                    |
| II-P       | khoảng −16                            | 1                        | khoảng 15                    | Đi ngang rồi khoảng 50                       |
| IInd       | khoảng −17                            | 1                        | 12–30 hoặc hơn               | 50–150                                       |
| IIn (sáng) | đến −22                               | trên 5                   | trên 50                      | trên 100                                     |

Ghi chú:
- a. ^ Các loại mờ có thể là những loại con phân biệt. Các loại sáng có thể liên tục từ hơi sáng cao hơn cho đến hypernovae.
- b. ^ Các độ lớn này được đo trong kênh R. Đo trong kênh V hoặc B là phổ biến và sẽ bằng khoảng một nửa bậc độ lớn sáng hơn cho các siêu tân tinh.
- c. ^ Bậc độ lớn động năng. Tổng năng lượng bức xạ điện từ phát ra thường thấp hơn, năng lượng của các hạt neutrino (về mặt lý thuyết) cao hơn rất nhiều.
- d. ^ Có thể là một nhóm không đồng nhất, bất kỳ một loại khác được cho nằm trong đám mây tinh vân.

### Bất đối xứng

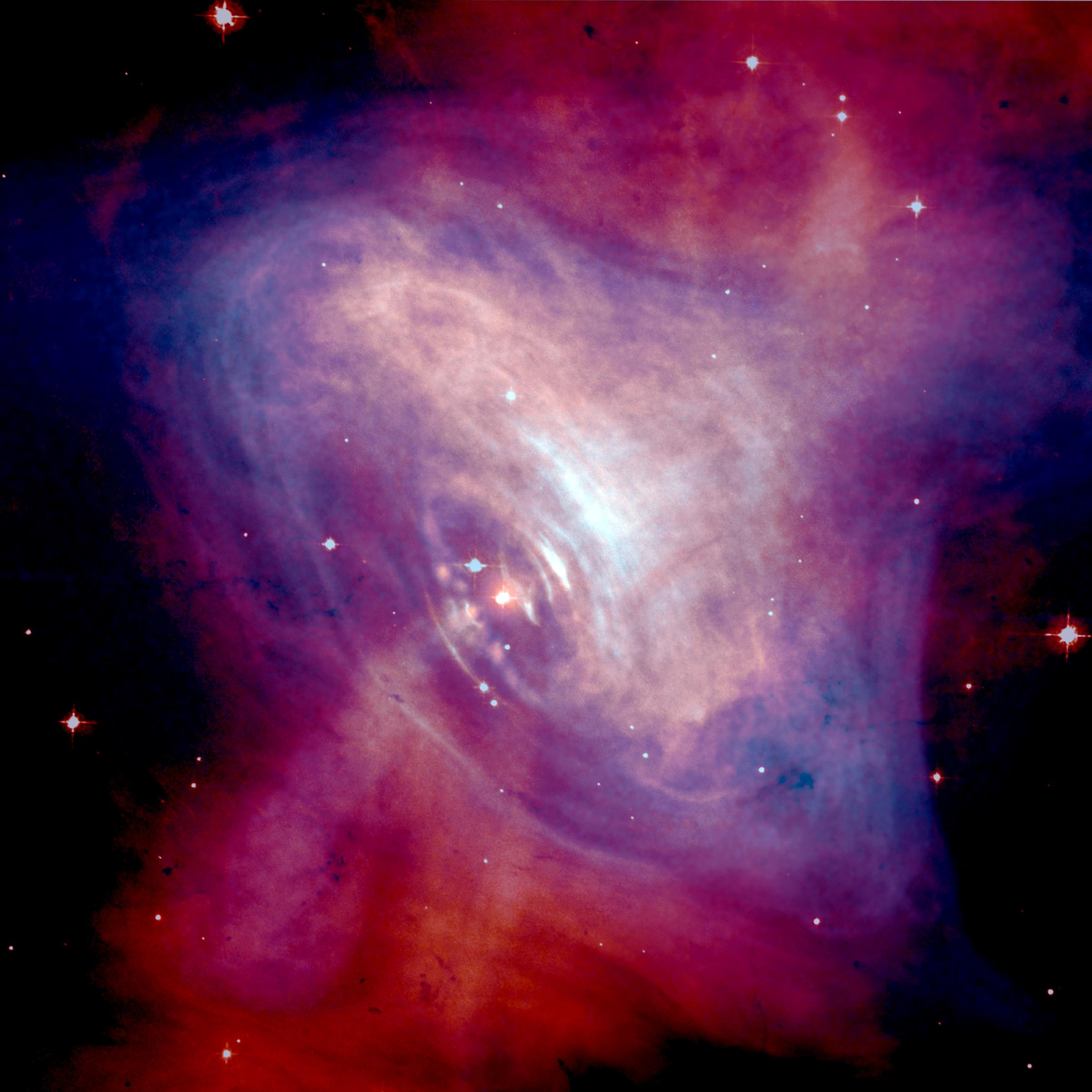
Sao xung trong tinh vân Con Cua đang chuyển động với vận tốc 375 km/s so với tinh vân.

Một câu hỏi tồn tại từ lâu chưa có lời giải đáp xung quanh siêu tân tinh loại II đó là tại sao vật thể compact tàn dư nhận được vận tốc chuyển động tương đối lớn chạy ra xa khỏi trung tâm vụ nổ; các sao xung và do đó là các sao neutron, được quan sát thấy có chuyển động riêng với vận tốc cao và các lỗ đen được cho là cũng có những hành xử tương tự, mặc dù rất khó để quan sát độc lập chúng. Xung lực ban đầu có thể đủ mạnh để đẩy lên một vật có khối lượng lớn hơn 1 lần khối lượng Mặt Trời với vận tốc 500 km/s hoặc lớn hơn. Điều này cho thấy sự giãn nở của vật chất bắn ra theo phương bất đối xứng, nhưng cơ chế trong đó động lượng được truyền sang cho vật thể đặc vẫn còn chưa được sáng tỏ. Các đề xuất giải thích cho sức đẩy này bao gồm sự đối lưu trong quá trình suy sụp sao và sự tạo thành các chùm tia trong quá trình hình thành sao neutron.:13
Một cách giải thích khác cho sự bất đối xứng này đó là có một vùng đối lưu lớn nằm bao ngoài lõi sao. Sự đối lưu có thể tạo ra những biến đổi trong mật độ tập trung của các nguyên tố, dẫn đến phản ứng tổng hợp hạt nhân xảy ra không đều đặn trong quá trình suy sụp, bật nẩy vật chất trở lại và tạo thành lớp vật chất bắn ra bên ngoài.
Một mô hình khác đó là sự bồi tụ vật chất vào sao neutron trung tâm có khả năng tạo ra một đĩa vật chất làm phóng ra các tia ở hai cực đẩy vật chất ra khỏi ngôi sao với vận tốc cao, sau đó các sóng xung kích bật ngược trở lại làm phá hủy hoàn toàn ngôi sao. Những tia này có thể đóng vai trò quan trọng trong quá trình vụ nổ siêu tân tinh. (Một mô hình tương tự như thế được ưu tiên để giải thích cho các chớp gamma dài.)
Các bất đối xứng ban đầu cũng đã được xác nhận có ở siêu tân tinh loại Ia thông qua quan sát. Kết quả này có thể ảnh hưởng tới độ sáng ban đầu của siêu tân tinh loại này khi phụ thuộc vào góc quan sát từ Trái Đất. Tuy nhiên, khối vật chất giãn nở ngày càng trở lên đối xứng hơn theo thời gian. Các bất đối xứng ban đầu xác định được bằng cách đo sự phân cực của ánh sáng phát ra.

### Năng lượng phát ra

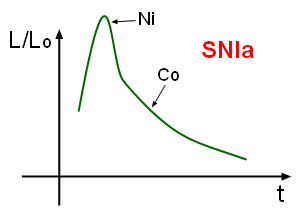
Phân rã phóng xạ của niken-56 và coban-56 tạo thành đường cong cường độ ánh sáng của siêu tân tinh.

Mặc dù chúng ta thường nghĩ về siêu tân tinh như là một sự kiện phát ra ánh sáng biểu kiến, bức xạ điện từ chúng phát ra hầu hết chỉ là một hiệu ứng phụ nhỏ. Đặc biệt trong sự kiện siêu tân tinh suy sụp hấp dẫn lõi, bức xạ điện từ phát ra có năng lượng chiếm tỷ lệ rất nhỏ trong tổng năng lượng của toàn bộ vụ nổ.
Có một sự khác nhau cơ bản giữa mức sản sinh năng lượng trong các loại siêu tân tinh khác nhau. Ở loại Ia với sự phát nổ của sao lùn trắng, phần lớn năng lượng được chuyển vào tổng hợp hạt nhân các nguyên tố nặng và động năng của vật chất bị bắn ra. Ở siêu tân tinh suy sụp lõi, phần lớn năng lượng được chuyển vào quá trình phát xạ neutrino và trong khi một số năng lượng phát ra bởi neutrino cũng là nguồn cung cấp năng lượng duy trì cho độ sáng của siêu tân tinh, có hơn 99%+ neutrino thoát ra khỏi ngôi sao ngay trong những phút đầu tiên sau khi ngôi sao bắt đầu sụp đổ.
Siêu tân tinh loại Ia có được năng lượng từ phản ứng tổng hợp hạt nhân vượt giới hạn nhiệt xảy ra ở sao lùn trắng với thành phần cacbon-oxy. Chi tiết cho sự sản sinh năng lượng mạnh mẽ vẫn chưa được hiểu đầy đủ, nhưng kết quả cuối cùng là sự phóng ra toàn bộ khối lượng của sao gốc ban đầu với động năng lớn. Khối lượng 56Ni sinh ra gần bằng 0,5 khối lượng Mặt Trời từ phản ứng tổng hợp hạt nhân silic.56Ni là hạt nhân phóng xạ và phân rã thành 56Co theo phản ứng phân rã beta cộng (phát xạ positron với chu kỳ bán rã 6 ngày) và phát xạ tia gamma. Đến lượt 56Co tiếp tục phân rã bằng phát xạ positron với chu kỳ bán rã 77 ngày trở thành hạt nhân 56Fe ổn định. Hai quá trình này là nguồn năng lượng chính cho bức xạ điện từ của siêu tân tinh loại Ia. Kết hợp với mức độ thay đổi độ truyền qua ở lớp vật liệu phóng ra, chúng tạo ra một đường cong cường độ ánh sáng giảm cường độ nhanh chóng.
Trung bình siêu tân tinh suy sụp hấp dẫn lõi có độ sáng điện từ mờ hơn so với siêu tân tinh loại Ia, nhưng tổng năng lượng giải phóng lại cao hơn rất nhiều. Trong những siêu tân tinh loại này, thế năng hấp dẫn được biến đổi thành động năng làm nén và suy sụp lõi sao, ban đầu tạo ra neutrino electron từ sự phân ly của các nucleon, theo sau bởi toàn bộ neutrion nhiệt với cả ba loại hương phát ra từ lõi sao neutron siêu nóng. Các nhà vật lý thiên văn cho rằng khoảng 1% các neutrino này chứa đủ năng lượng nằm ở các lớp bên ngoài lõi sao đủ để gây ra thảm họa sụp đổ lõi, nhưng chi tiết cho quá trình này vẫn chưa được giải thích đầy đủ bằng các mô hình hiện tại. Động năng và lượng niken tạo ra thấp hơn so với siêu tân tinh loại Ia và do đó độ sáng cực đại trong bước sóng khả kiến của siêu tân tinh loại II thấp hơn, nhưng năng lượng từ quá trình làm ion hóa lượng hiđrô còn lại với khối lượng bằng vài lần khối lượng Mặt Trời đóng góp vào sự giảm độ sáng chậm hơn nhiều và tạo ra giai đoạn đường cong cường độ ánh sáng đi ngang (plateau phase) trên đồ thị như ở phần lớn các siêu tân tinh suy sụp lõi.
| Siêu tân tinh                     | Tổng năng lượng xấp xỉ 1044 joule (foe)c | Lượng Ni giải phóng (khối lượng Mặt Trời) | Năng lượng neutrino (foe) | Động năng (foe) | Bức xạ điện từ (foe) |
| --------------------------------- | ---------------------------------------- | ----------------------------------------- | ------------------------- | --------------- | -------------------- |
| Loại Ia                           | 1.5                                      | 0.4 – 0.8                                 | 0.1                       | 1.3 – 1.4       | ~0.01                |
| Suy sụp lõi                       | 100                                      | (0.01) – 1                                | 100                       | 1               | 0.001 – 0.01         |
| Hypernova                         | 100                                      | ~1                                        | 1–100                     | 1–100           | ~0.1                 |
| Bất ổn định cặp electron-positron | 5–100                                    | 0.5 – 50                                  | low?                      | 1–100           | 0.01 – 0.1           |

Ở một số siêu tân tinh suy sụp lõi, vật chất rơi trở lại lỗ đen tạo thành lên hai tia tương đối tinh dẫn đến tạo ra chớp gamma năng lượng lớn trong thời gian ngắn và tiếp tục truyền năng lượng đáng kể vào khối vật chất đã được giải phóng. Đây là một trong những kịch bản giải thích sự hình thành của siêu tân tinh siêu sáng và được cho là cơ chế ở một số vụ nổ hypernova loại Ic và chớp gamma dài. Nếu chùm tia tương đối tính quá ngắn và mờ để xuyên thủng lớp vật chất bao liên sao thì kết quả có thể là một siêu tân tinh với độ sáng thấp và chớp gamma yếu.
Khi một siêu tân tinh xảy ra ở bên trong một đám mây liên sao dày đặc, nó sẽ tạo ra sóng xung kích mà có thể chuyển đổi lượng lớn động năng thành bức xạ điện từ một cách hữu hiệu. Ngay cả khi năng lượng ban đầu ở mức bình thường điển hình sẽ cho siêu tân tinh có độ sáng cao và kéo dài thời gian sáng do nó không phụ thuộc vào thời gian phân rã của các vật liệu phóng xạ nữa. Cơ chế này có thể xảy ra cho siêu tân tinh loại IIn.
Mặc dù siêu tân tinh bất ổn định cặp electron-positron là các siêu tân tinh suy sụp hấp dẫn lõi với đường cong cường độ ánh sáng và quang phổ tương tự như loại II-P, bản chất sau khi lõi suy sụp lại giống nhiều với vụ nổ khổng lồ của siêu tân loại Ia với phản ứng tổng hợp hạt nhân cacbon, oxy, silic vượt giới hạn nhiệt (runaway fusion). Tổng năng lượng giải phóng ở những sự kiện có sao gốc khối lượng lớn nhất là đáng kể so với các loại siêu tân tinh suy sụp lõi khác nhưng sản phẩm neutrino tạo ra được cho là rất thấp, vì động năng và năng lượng bức xạ điện từ giải phóng rất cao. Lõi của những sao này có khối lượng lớn hơn nhiều bất kỳ một sao lùn trắng nào và lượng niken và những nguyên tố phóng xạ khác phóng ra từ vụ nổ có thể cao hơn nhiều bậc độ lớn và hệ quả cho cường độ ánh sáng khả kiến rất cao.

### Sao tiền siêu tân tinh
Sơ đồ phân loại siêu tân tinh có liên hệ chặt với loại sao ở thời điểm suy sụp hấp dẫn lõi. Sự xuất hiện của mỗi loại siêu tân tinh phụ thuộc lớn vào độ kim loại và do đó là tuổi của thiên hà chủ.
Siêu tân tinh loại Ia có nguồn gốc từ sao lùn trắng trong hệ đôi và xảy ra ở mọi loại thiên hà. Siêu tân tinh sụp đổ hấp dẫn lõi chỉ được tìm thấy trong các thiên hà hiện tại hoặc gần đây đang trải qua quá trình hình thành sao, vì chúng có nguồn gốc từ những ngôi sao lớn có thời gian hoạt động ngắn. Chúng chủ yếu được tìm thấy ở các thiên hà xoắn ốc loại Sc, nhưng cũng xuất hiện ở nhánh của các thiên hà xoắn ốc loại khác và ở thiên hà vô định hình, đặc biệt là thiên hà bùng nổ sao.
Các loại Ib/c và II-L và phần lớn loại IIn, siêu tân tinh được cho là chỉ xảy ra từ các ngôi sao có độ kim loại gần bằng với của Mặt Trời dẫn đến sự mất khối lượng lớn từ ngôi sao nặng, do đó chúng ít phổ biến ở các thiên hà xa hơn và già hơn.
Bảng dưới liệt kê các sao tiền siêu tân tinh cho các loại siêu tân tinh suy sụp hấp dẫn lõi chính và ước lượng xấp xỉ tỷ lệ quan sát chúng trong các thiên hà lân cận.
| Loại  | Sao tiền siêu tân tinh                                                                                   | Tỷ lệ |
| ----- | --- | ----- |
| Ib    | WC Wolf–Rayet hoặc sao heli                                                                              | 9,0%  |
| Ic    | WO Wolf–Rayet                                                                                            | 17,0% |
| II-P  | Sao siêu khổng lồ                                                                                        | 55,5% |
| II-L  | Sao siêu khổng lồ với lớp vỏ hiđrô đã cạn                                                                | 3,0%  |
| IIn   | Sao siêu khổng lồ trong một đám mây dày đặc chứa vật chất bị đẩy ra (như sao khổng lồ xanh biến đổi LBV) | 2,4%  |
| IIb   | Sao siêu khổng lồ với lớp vỏ hiđrô đã cạn gần hết (bị tước bởi sao đồng hành?)                           | 12,1% |
| IIpec | Sao siêu khổng lồ xanh?                                                                                  | 1,0%  |

Có một số khó khăn trong việc tương thích giữa mô hình và quan sát tiến hóa sao dẫn đến siêu tân tinh suy sụp lõi. Các sao siêu khổng lồ đỏ được cho là sao tiền siêu tân tinh ở hầu hết các vụ nổ siêu tân tinh suy sụp lõi và chúng đã được quan sát nhưng với khối lượng và độ sáng tương đối thấp, nhỏ hơn tương ứng 18 M☉ và 100.000 L. Đa phần không phát hiện được sao tiền siêu tân tinh loại II và phải coi là tương đối mờ và có lẽ khối lượng thấp hơn. Hiện nay có đề xuất cho rằng sao siêu khổng lồ đỏ với khối lượng cao hơn sẽ không phát nổ thành siêu tân tinh, nhưng tiến triển ngược lại thành sao có nhiệt độ nóng hơn. Một vài sao tiền siêu tân tinh loại IIb đã được xác nhận và chúng là các sao siêu khổng lồ loại K và loại G và một sao siêu khổng lồ loại A. Sao siêu khổng lồ vàng hoặc LBV cũng được cho là sao tiền siêu tân tinh loại IIb và hầu hết các loại siêu tân tinh loại IIb đủ gần đã chỉ ra dấu hiệu của các sao tiền siêu tân tinh.
Chỉ cho đến vài thập kỷ trước, các sao siêu khổng lồ không được xem là sẽ phát nổ, nhưng nhờ các quan sát mà đã làm thay đổi quan điểm. Sao siêu khổng lồ xanh lam chiếm tỷ lệ cao ngoài mong đợi về số lượng các sao tiền khởi được xác nhận, một phần vì độ sáng cao của nó và dễ dàng phát hiện, trong khi chưa có một sao Wolf–Rayet từng được xác nhận. Các mô hình đã gặp phải khó khăn trong việc giải thích cách mà sao siêu khổng lồ xanh lam mất đủ khối lượng để đạt tới suy sụp lõi mà không tiến triển sang giai đoạn tiến hóa khác. Một nghiên cứu đã chỉ ra một lộ trình có thể xảy ra đối với sao biến đổi xanh lam sáng mà tiến triển thành sao siêu khổng lồ độ sáng thấp rồi tiến tới suy sụp lõi, mà phần lớn trở thành siêu tân tinh loại IIn. Một vài ví dụ cho các sao tiền khởi nóng sáng của siêu tân tinh loại IIn đã được phát hiện: SN 2005gy và SN 2010jl dường như phát nổ từ những sao khối lượng lớn và sáng, nhưng nằm ở rất xa; và SN 2009ip có sao tiền khởi với độ sáng rất cao mà dường như là một sao biến đổi xanh lam (LBV), nhưng hiện lên là siêu tân tinh bất thường mà bản chất chính xác của nó vẫn gây tranh cãi.
Sao tiền siêu tân tinh loại Ib/c vẫn chưa được phát hiện và những giới hạn về độ sáng có thể của chúng thường thấp hơn so với của các sao WC. Các sao WO cực kỳ hiếm và độ sáng biểu kiến tương đối mờ, do vậy khó có thể nói rằng liệu đang thiếu những sao tiền siêu tân tinh loại này hay là chúng vẫn chưa được phát hiện. Sao tiền siêu tân tinh rất sáng vẫn chưa được phát hiện chắc chắn, mặc dù nhiều siêu tân tinh đã được quan sát nằm ở gần giúp cho chụp ảnh rõ hơn những sao tiền khởi này. Mô hình phân bố số lượng cho thấy các siêu tân tinh loại Ib/c đã quan sát có thể được tái tạo lại bằng tập hợp các sao với những sao khối lượng lớn và những sao đã bị mất lớp bao ngoài bởi tương tác trong hệ đôi. Việc tiếp tục thiếu bằng chứng về sao tiền khởi của siêu tân tinh loại Ib và Ic có thể là do phần lớn các sao khối lượng lớn suy sụp hấp dẫn trực tiếp thành lỗ đen mà không phát sáng ra ngoài. Hầu hết những siêu tân tinh này có nguồn gốc từ các sao heli khối lượng nhỏ hơn và độ sáng yếu hơn trong hệ đôi. Một số nhỏ có thể có nguồn gốc từ các sao khối lượng lớn quay rất nhanh, mà dường như là nguồn gốc cho các sự kiện loại Ic-BL năng lượng cao và đi kèm với các chớp gamma dài.

### Vai trò trong tiến hóa sao

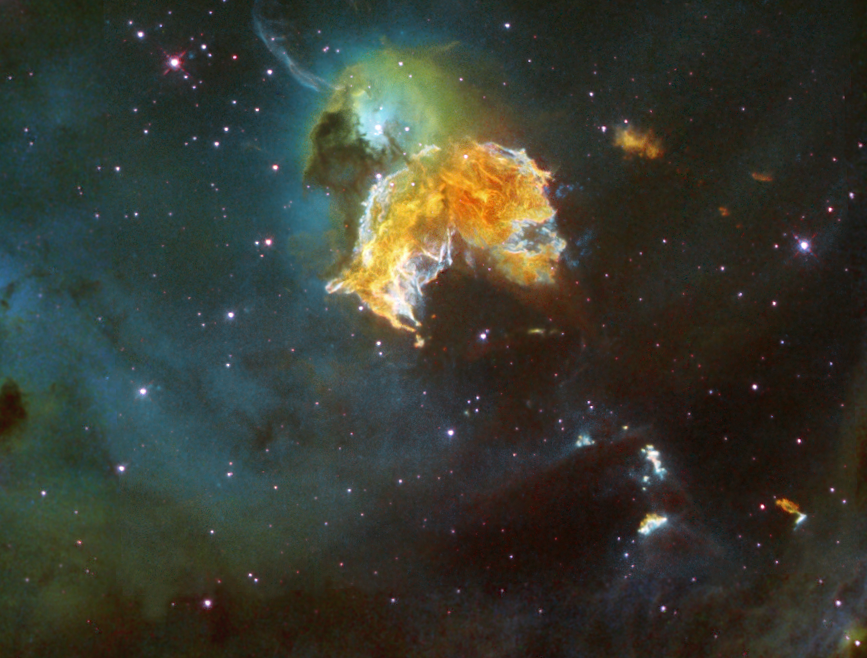
Tàn tích siêu tân tinh N 63A nằm trong một vùng khối mây chứa khí và bụi trong Đám Mây Magellan Lớn.

## Các ứng cử viên trong Ngân Hà

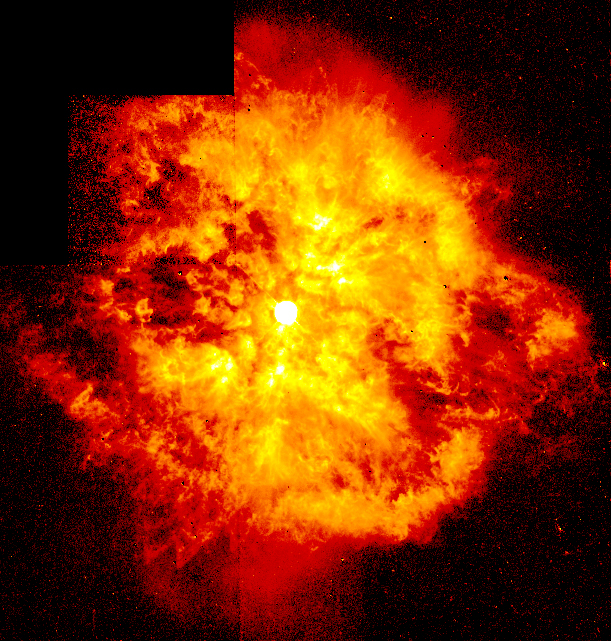
Tinh vân bao quanh sao Wolf–Rayet WR124, nằm cách Trái Đất 21.000 năm ánh sáng.

## Tác động đến môi trường liên sao